# Château de Blois
Pour les articles homonymes, voir Blois (homonymie).
Le château royal de Blois, situé dans le département de Loir-et-Cher (en Centre-Val de Loire), fait partie des châteaux de la Loire. Il fut la résidence favorite des rois de France à la Renaissance.
Situé au cœur de la ville de Blois, sur la rive droite de la Loire, le château de Blois réunit autour d’une même cour un panorama de l’architecture française du Moyen Âge à l’époque classique qui en fait un édifice clé pour la compréhension de l’évolution de l’architecture au fil des siècles. Les appartements royaux restaurés sont meublés et ornés de décors polychromes du XIXe siècle, créés par Félix Duban dans la lignée des restaurateurs contemporains de Viollet-le-Duc.

## Histoire

### Moyen Âge

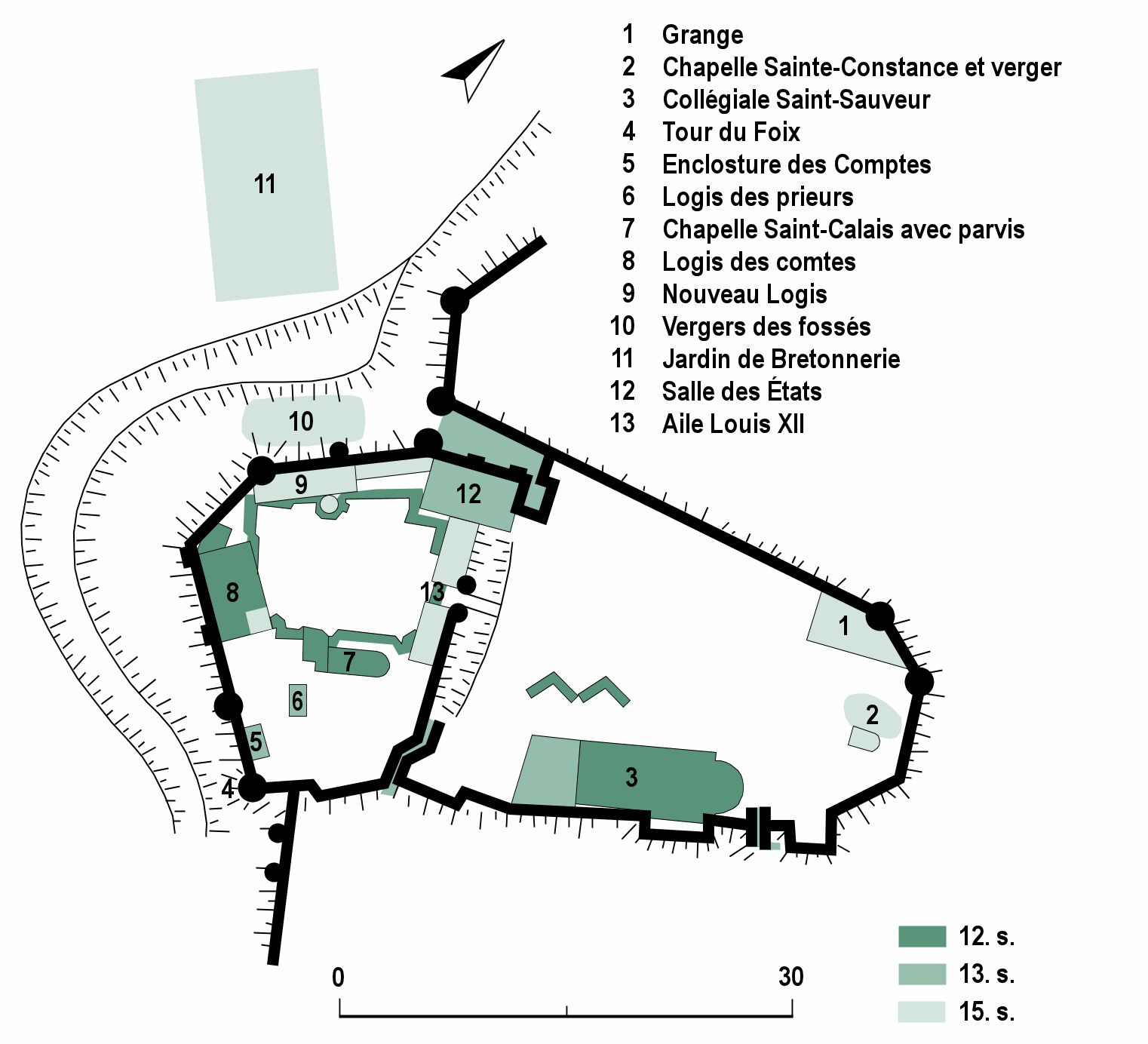
Plan de l'avant-cour du château de Blois au Moyen Âge.

En 854, sous le règne de Charles le Chauve, le Blisum castrum (« le château de Blois »), édifié sur les bords de la Loire, est attaqué par les Vikings. La forteresse reconstruite est au cœur d’une vaste région dont les maîtres sont les comtes de Blois, puissants seigneurs féodaux aux Xe et XIe siècles : leurs possessions s’étendent à la région de Blois et de Chartres, et jusqu’à la Champagne. La première forteresse, la « grosse tour », est élevée par Thibaud le Tricheur au Xe siècle. Vers 1080, une charte montre Thibaud III de Blois rendant la justice « dans la forteresse de Blois, dans la cour, derrière le palais, près de la tour, au parterre situé entre les chambres à feu du palais ». À la fin du XIIe siècle est bâtie dans l’avant-cour la collégiale Saint-Sauveur.
Au XIIIe siècle, le château est reconstruit par la famille bourguignonne de Châtillon. Le chroniqueur Jean Froissart le décrit comme « beau et grand, fort et plantureux, un des [plus] beaux du royaume de France ». Le dernier descendant de la famille de Châtillon, Guy II de Blois-Châtillon, vend en 1392 la demeure à Louis d’Orléans, frère de Charles VI, qui en prend possession en 1397, à la mort de Guy II de Blois-Châtillon. Lorsque Louis est assassiné à Paris en 1407, sur ordre de Jean sans Peur, sa veuve, Valentine Visconti, part vivre à Blois où elle s’éteint l’année suivante, après avoir fait graver sur les murs du château : « Rien ne m'est plus, plus ne m'est rien ». Son fils, Charles d’Orléans, est fait prisonnier au cours de la désastreuse bataille d’Azincourt en 1415.
En 1429, avant son départ pour lever le siège d’Orléans, Jeanne d’Arc est bénie dans la chapelle du château de Blois par Regnault de Chartres, archevêque-duc de Reims.
Après 25 ans de captivité, Charles d’Orléans revient au château de Blois et organise autour de lui une cour de lettrés. Il y lance un concours de poésie en 1458 où s’illustre François Villon avec sa Ballade des contradictions, dite « Ballade du concours de Blois ». Pendant les environ 25 années où il y réside, il entreprend de détruire certaines parties du vieux château, afin de le rendre plus habitable. De la forteresse de cette période ne restent dans le château actuel que la grande salle, datée du XIIIe siècle, et la tour cylindrique du Foix.

### Renaissance

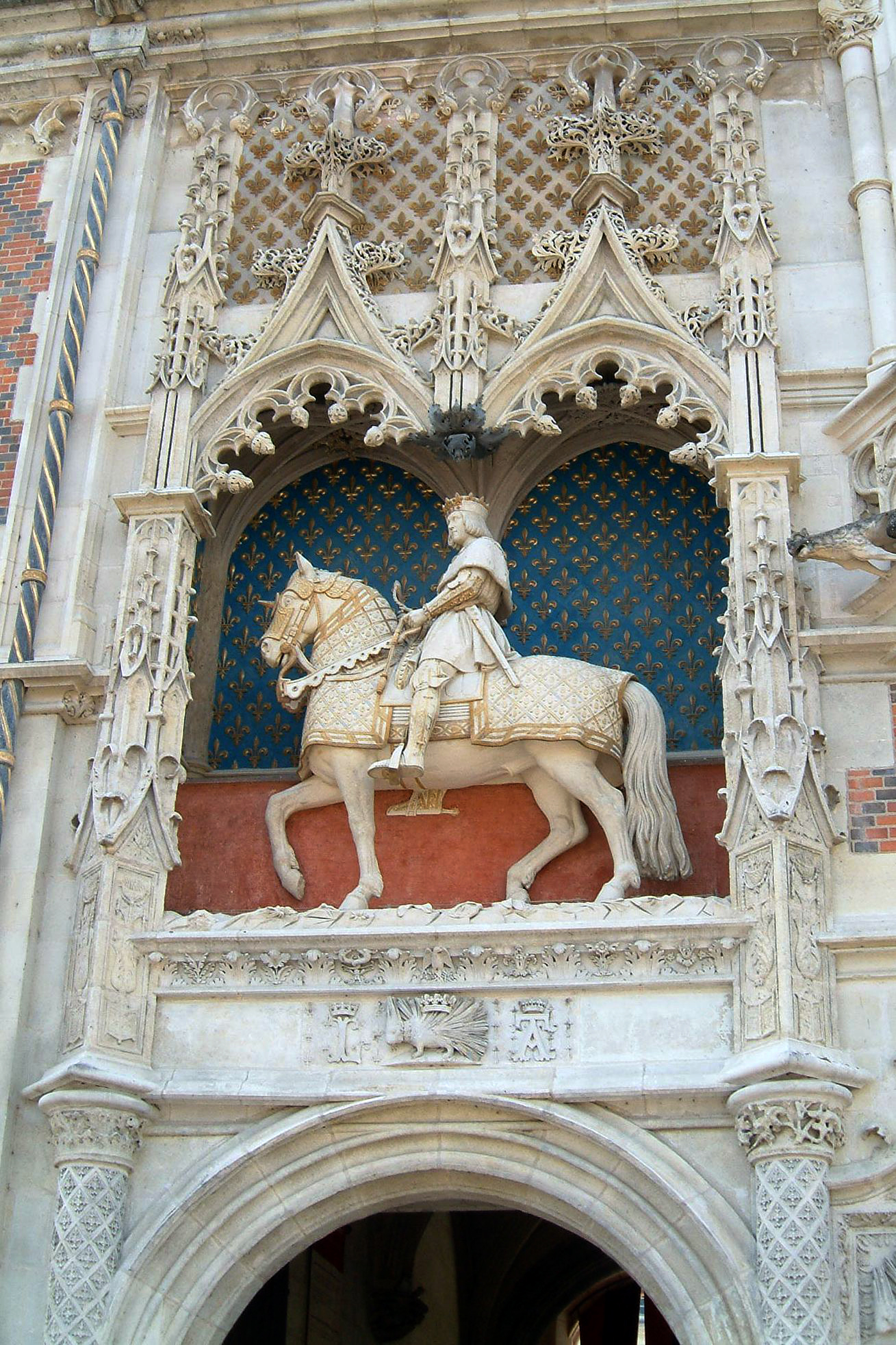
Statue équestre de Louis XII, détruite en 1792 mais restituée par Charles Émile Seurre en 1857 (aile Louis XII : au-dessous, le porc-épic symbole du roi (dont la devise était « Qui s’y frotte s’y pique. »), la lettre L pour Louis XII et la lettre A, emblème d’Anne de Bretagne. Le cheval lève ses deux jambes droites en même temps, ce qui signifie qu’il est « à l’amble », allure courante sous Louis XII.

Le 27 juin 1462, Louis d’Orléans, fils de Charles Ier d’Orléans, naît au château de Blois. Il devient roi de France en 1498 sous le nom de Louis XII ; le château médiéval des comtes de Blois devient résidence royale et Louis en fait sa demeure principale, au détriment du château d’Amboise. Au début des années 1500 (entre 1498 et 1503), Louis XII entreprend, avec Anne de Bretagne (son épouse depuis 1499), une reconstruction du château dans ce qu’on nommera par la suite le style Louis XII en alliant le style gothique flamboyant à des éléments appartenant déjà au style Renaissance. L’édifice sans fortifications fut réalisé sous la direction des architectes Colin Biart et Jacques Sourdeau (qui travaillera aussi à la construction de l’aile François Ier), et la création d’un jardin Renaissance aujourd’hui disparu. Il édifie également la chapelle Saint-Calais. Le chroniqueur Jehan d’Authon le dira « tout de neuf et tant somptueux que bien sembloit œuvre de roy ». Privilégié par Louis XII comme résidence d’hiver, le château de Blois devient le théâtre de plusieurs rencontres diplomatiques : mariage de César Borgia en 1499 ; réception de Philippe le Beau en 1501 ; noces de Guillaume IX, marquis de Montferrat et d’Anne d’Alençon, fille du duc René d’Alençon, en 1508 ; fiançailles de Marguerite d’Angoulême avec le duc Charles IV d’Alençon en 1509 ; séjours de Nicolas Machiavel en 1501 et 1510. Anne de Bretagne meurt au château le 9 janvier 1514. Ses funérailles sont célébrées à la collégiale Saint-Sauveur de Blois, près du château.
Claude de France, fille de Louis XII et d’Anne de Bretagne, épouse en 1514 son cousin François d’Angoulême, arrière-petit-fils de Louis d’Orléans. Il monte sur le trône en 1515 et Claude de France, avec l’intention de quitter le château d’Amboise, meuble alors le château de Blois pour y installer la Cour. Cette même année, François Ier lance la construction d’une nouvelle aile, de style Renaissance, et y commence une des plus importantes collections de livres de l’époque. La direction des travaux est donnée à l’architecte italien Dominique de Cortone à qui l’on doit l’escalier monumental. Mais après la mort de sa femme au château, en 1524, la construction s’arrête ; François Ier délaisse le château de Blois au profit du château de Fontainebleau où il envoie l’impressionnante bibliothèque pour fonder la Bibliothèque nationale. Néanmoins, Blois n’est pas délaissée pour autant puisque Claude de France y avait mis au monde sept enfants, Blois devenant ainsi une sorte de « pouponnière » royale où sont éduqués les enfants royaux jusqu’à Catherine de Médicis. Le 18 octobre 1534, le château est le théâtre de l’affaire des Placards : des tracts contre la messe sont affichés clandestinement par des partisans de l’Église réformée, jusque sur la porte de la chambre du roi. Cette affaire marque le début de la répression du protestantisme en France, après une période de relative tolérance.
Toujours lieu de fête, Blois reçoit en 1539 la visite de Charles Quint, et c’est à Blois que Pierre de Ronsard rencontre lors d’un bal en avril 1545 Cassandre Salviati, qui lui inspire Les Amours de Cassandre. Sacré roi de France, le fils de François Ier, Henri II, fait son entrée solennelle à Blois en août 1547, accompagné de « femmes nues montées sur des bœufs »[réf. nécessaire] (peut-être une mise en scène du mythe de Zeus et Europe, qui choqua plusieurs observateurs). C’est en 1556 que Catherine de Médicis fait représenter devant le roi la tragédie Sophonisbe, première pièce de théâtre à respecter la règle classique des trois unités.
Le château de Blois reste la résidence principale des successeurs de Henri II et en particulier de François II et Charles IX. François II y passe notamment l’hiver 1559 avec sa femme Marie Stuart qui y a été élevée. En 1571, l’amiral de Coligny y rentre dans les bonnes grâces de Charles IX et de la reine Catherine de Médicis. En 1572, un traité avec l’Angleterre y est signé et au mois d’avril sont célébrées dans la chapelle les fiançailles de Henri de Navarre (futur Henri IV) et Marguerite de France. C’est à Blois que Henri III convoque les États généraux qui se tiennent dans la grande salle aujourd’hui appelée « salle des États ». Puis Henri III doit convoquer les États généraux de 1588-1589. Dans le château, dans sa chambre au deuxième étage, il fait tuer le 23 décembre 1588 son ennemi, le duc de Guise ; le frère de celui-ci, le cardinal de Lorraine, est assassiné le lendemain. Quelques jours plus tard, le 5 janvier 1589, la reine Catherine de Médicis y meurt.

### Ancien Régime

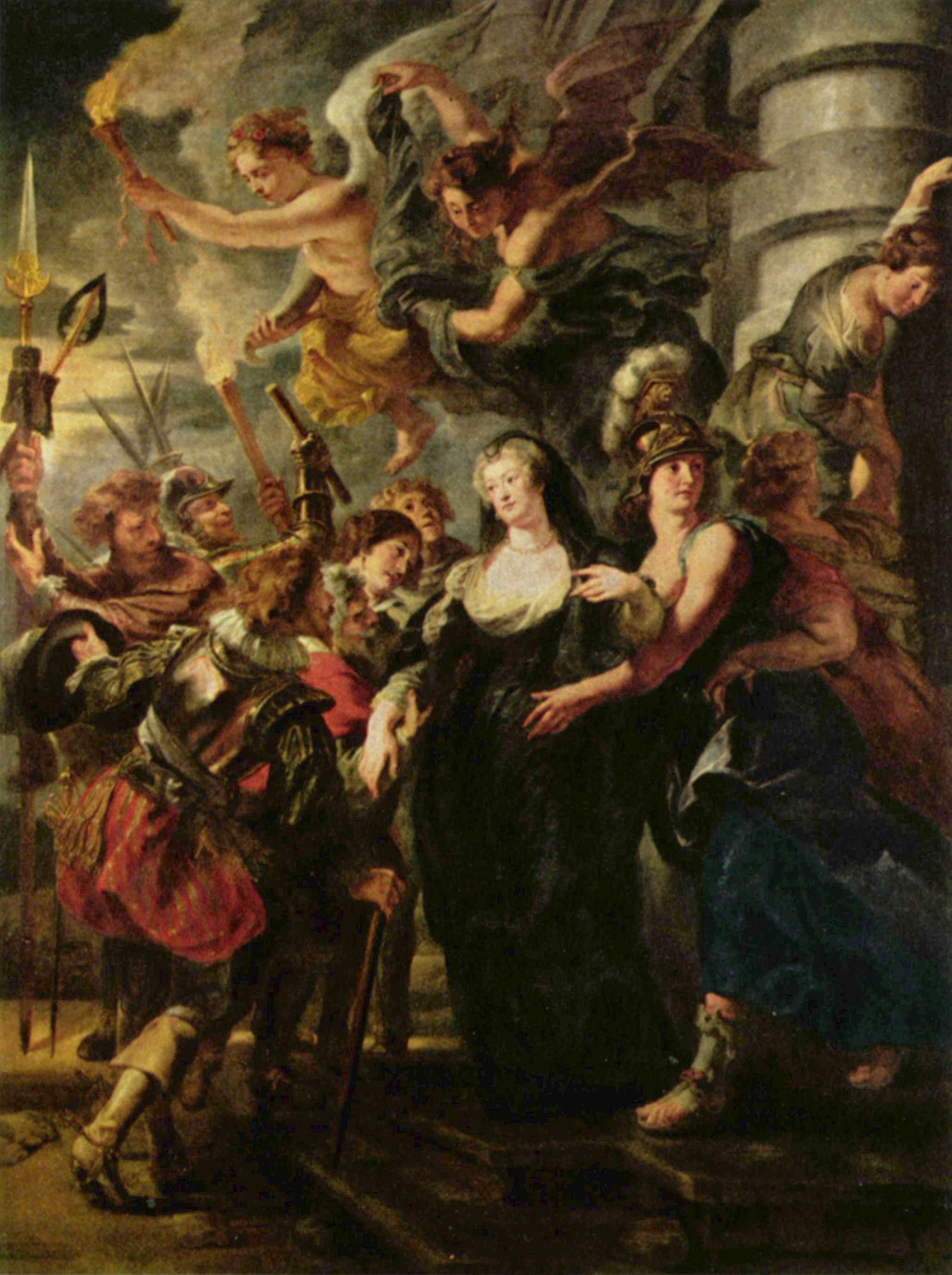
La fuite de Blois, par Pierre-Paul Rubens, Paris, Musée du Louvre.

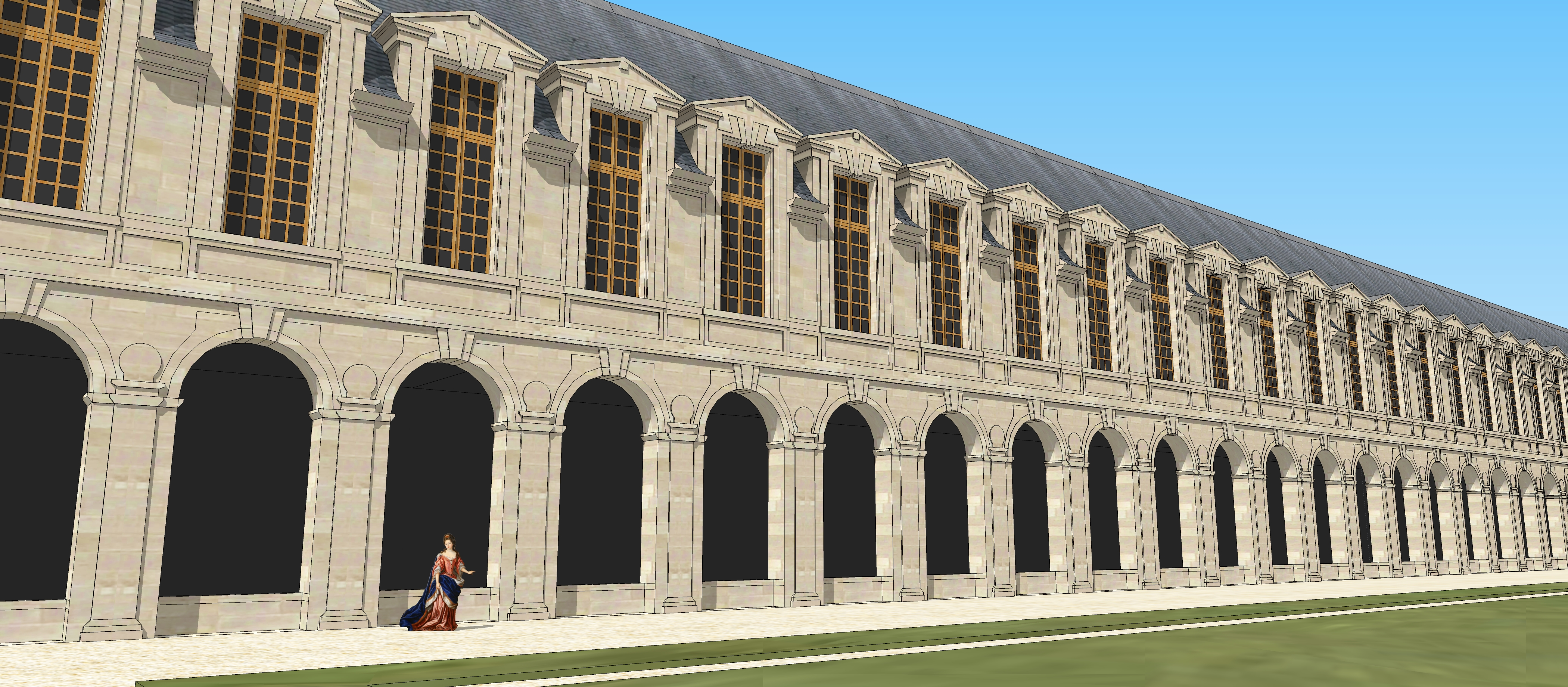
Restitution de la galerie Henri IV (disparue) du château de Blois (située entre les jardins haut et bas), utilisée par Gaston pour exposer ses collections au XVIIe siècle.

Le château est occupé par le successeur de Henri III, Henri IV, qui y séjourne en 1589, 1598 et 1599. En 1598, celui-ci lance de nouvelles constructions au château, connues grâce à des dessins de Du Cerceau. Il demanda notamment à Arnaud de Saumery d’édifier une galerie de 200 mètres de long au fond du jardin de Louis XII. Mais ces projets ne seront jamais menés à terme et finiront même par s’écrouler en 1756. À la mort d’Henri IV en 1610, le château devient lieu d’exil pour sa veuve Marie de Médicis, et est habité par Richelieu, après un passage de Louis XIII et Anne d’Autriche en 1616. Reléguée à Blois en 1617 par son fils Louis XIII, Marie de Médicis entreprend d’y construire un pavillon dans l’angle nord-ouest, qu’elle confie à l’architecte Salomon de Brosse. Une inscription en laisse le souvenir dans les sous-sols de l’aile Gaston d’Orléans. Après deux ans de captivité, la reine-mère s’évade du château dans la nuit du 21 au 22 février 1619 à l’aide selon la légende d’une échelle de corde, mais plus probablement en profitant des travaux qui y sont menés, à la suite de quoi elle finit par se réconcilier temporairement avec son fils.

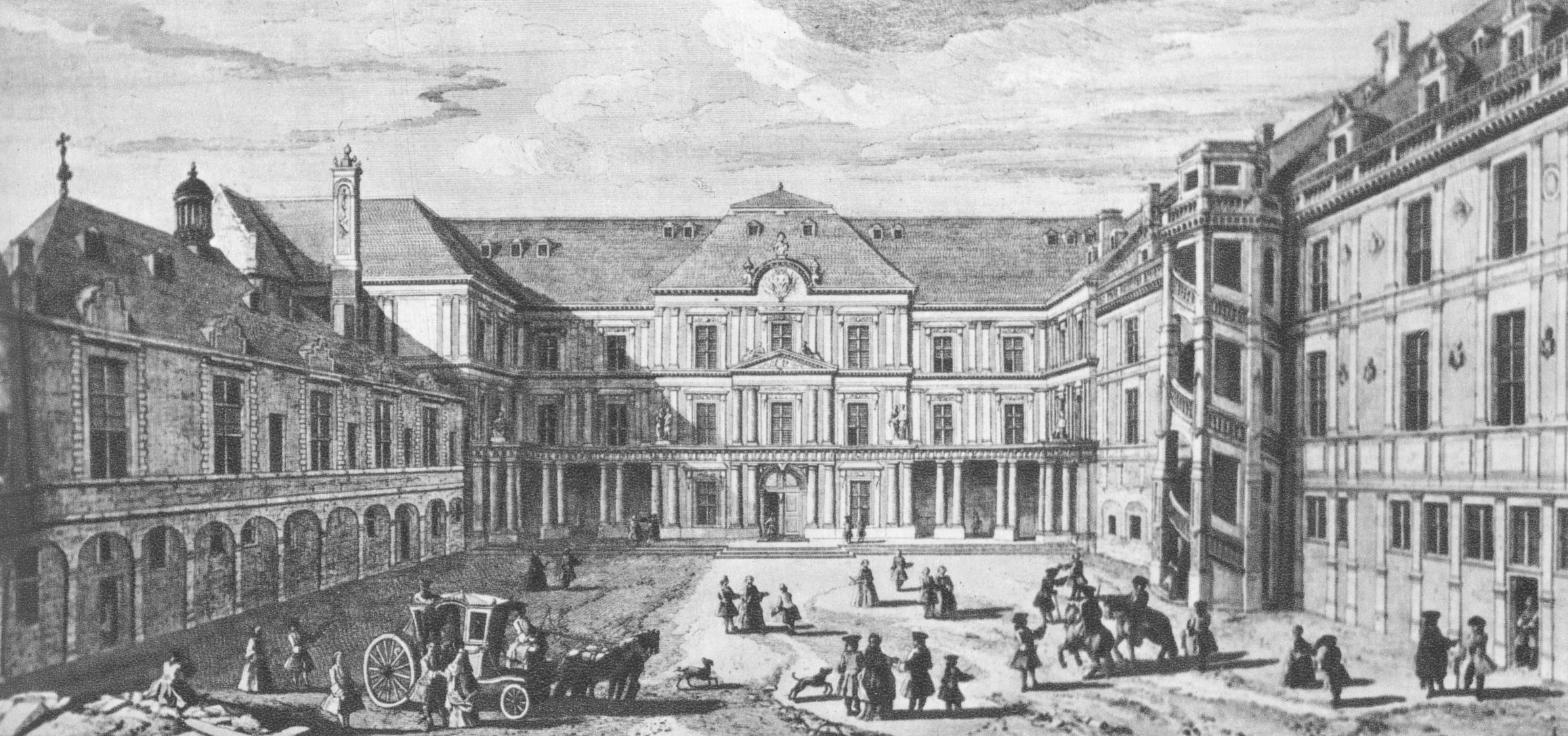
Le château de Blois par Jacques Rigaud.

En 1626, Louis XIII alloue le comté de Blois à son frère Gaston d’Orléans en guise de cadeau de mariage. Ce dernier s’y installe en 1634. Gaston d’Orléans aura toujours une profonde affection pour le château, affirmant que « l'air de Blois le guérissait ». En 1635, une nouvelle tentative de développer le château voit le jour avec la mise en œuvre d’une aile dessinée par François Mansart. Mais des problèmes financiers stoppent en 1638 la réalisation du projet et Gaston, ne pouvant y résider (l’escalier n’était pas construit et les logis n’avaient pas de plancher), est contraint d’occuper l’aile François Ier (qui aurait été détruite si le projet avait été conduit à son terme). Des modifications des appartements royaux datent de cette époque. Gaston y vit après la Fronde, de 1652 à 1653, et y décède le 2 février 1660, date à laquelle le château est abandonné.

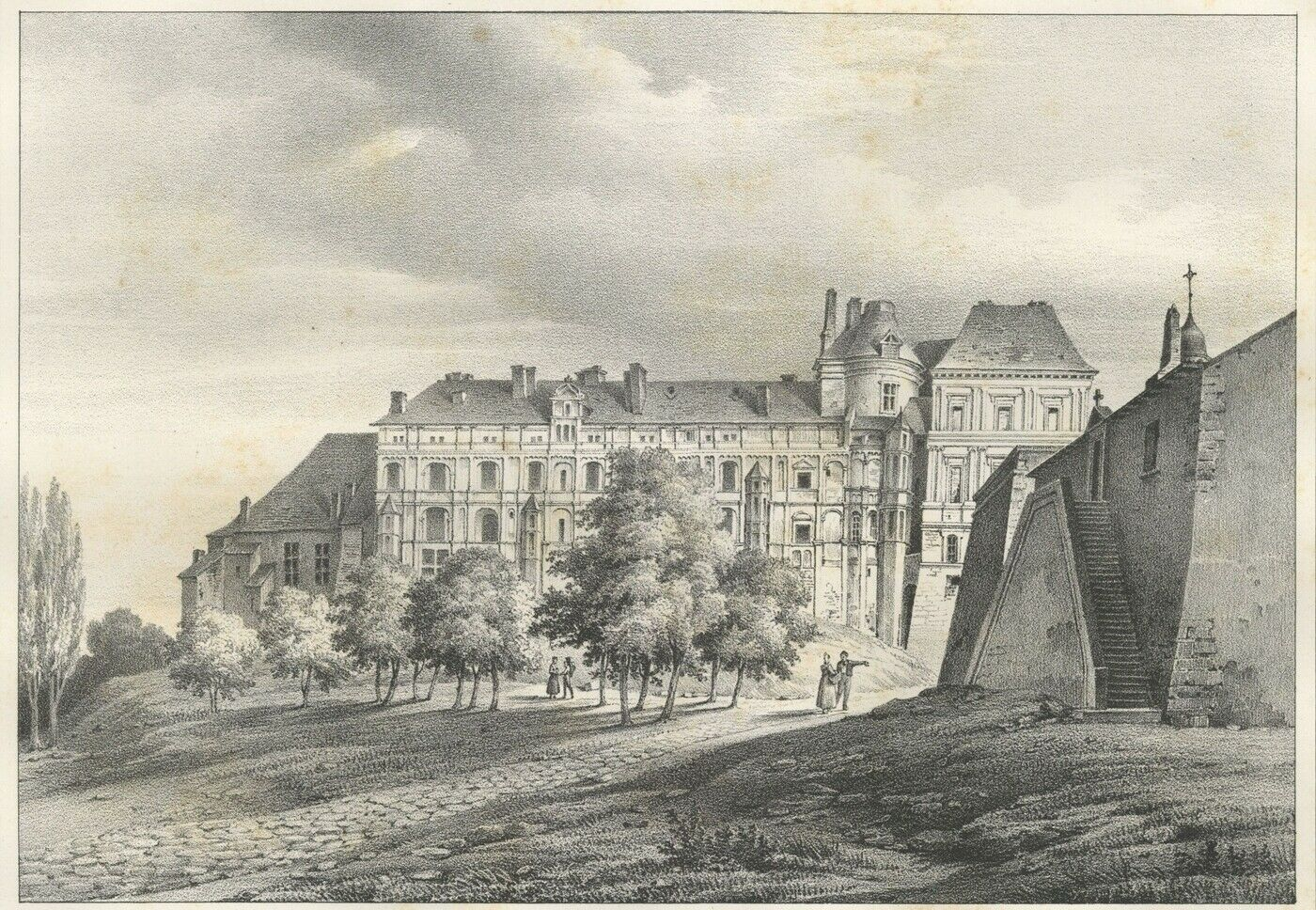
Gravure du château de Blois, par C. Molle d'après une œuvre de Charles-Caïus Renoux.

Délaissé par Louis XIV, le château n’est plus habité. Au XVIIIe siècle, le roi cède les lieux à d’anciens serviteurs qui cloisonnent l’intérieur du château en plusieurs petits appartements. Vers 1720, la Régence songe un temps à y faire venir le parlement en exil,. Ni Louis XV, ni Louis XVI ne le visitent. Louis XVI le considère comme « un château qui n'est bon à rien et tout au plus à vendre ». À travers un édit de février 1788, il décide d’aliéner — par la vente ou la démolition — le château parmi plusieurs résidences royales ou bâtiments indépendants de la Couronne qui ne sont plus utilisés et dont l’entretien constitue un gouffre financier, dont ceux de Choisy-le-Roi, Madrid, la Muette et Vincennes,. Le château de Blois est ainsi mis en vente en 1788 mais, faute d’acquéreur, le régiment Royal-Comtois s’y installe.

### Après la Révolution

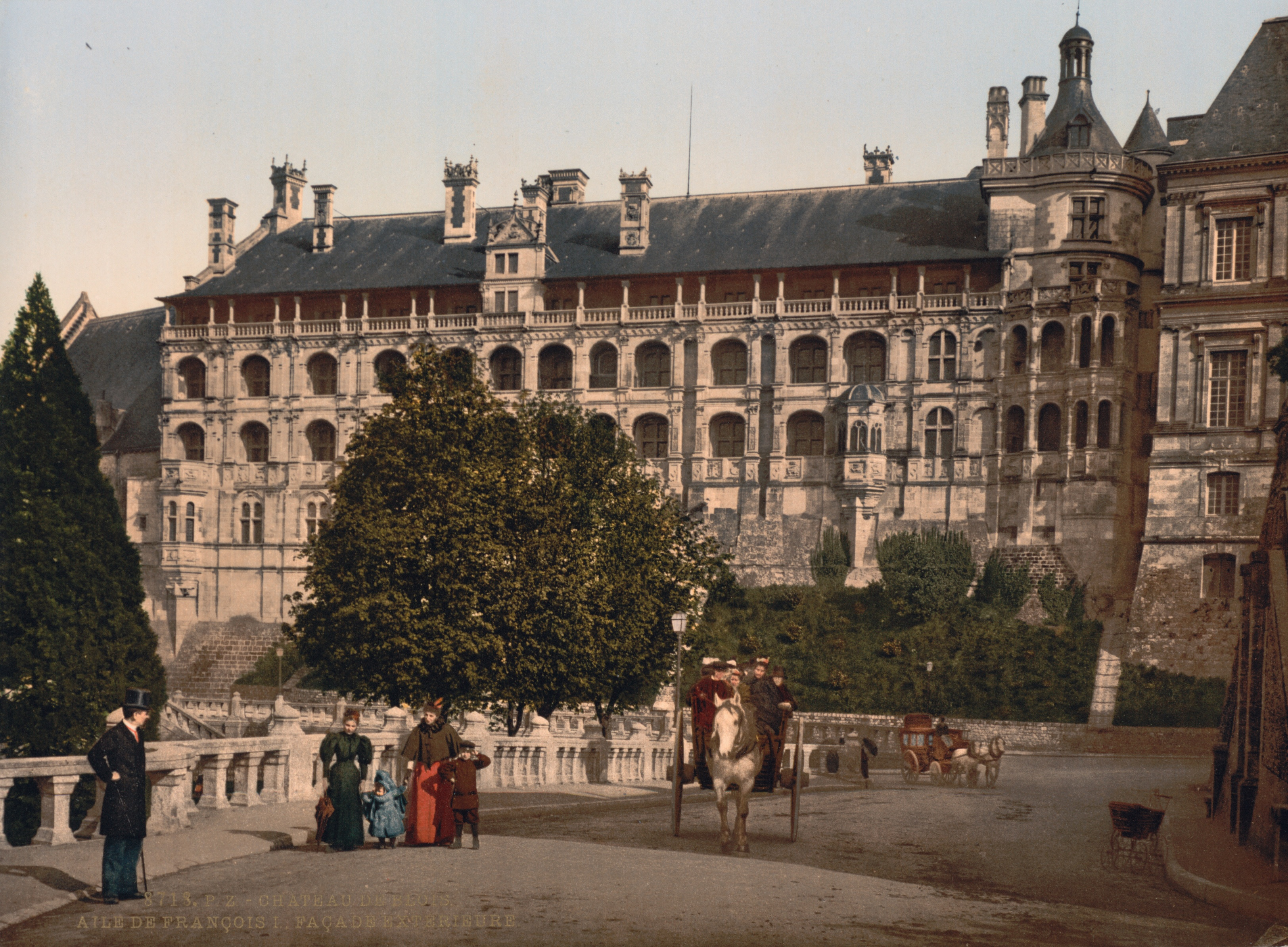
Le château de Blois, représenté à la fin du XIXe siècle.

Au moment de la Révolution, le château est à l’abandon depuis 130 ans et les révolutionnaires soucieux de faire disparaître tout vestige de la royauté le pillent en le vidant de ses meubles, statues et autres accessoires. La collégiale Saint-Sauveur située dans l’avant cour est vendue à l’entrepreneur Guillon, qui la détruira entièrement. L’état du château dans son ensemble est tel que sa démolition est même envisagée, jusqu’à ce que Napoléon Ier décide de le céder à la ville de Blois le 10 août 1810. Néanmoins, par manque d’argent, le château est à nouveau utilisé comme caserne par l’armée. En 1834, la moitié sud de l’aile Charles d’Orléans est détruite pour y établir des cuisines militaires. La présence militaire au château n’empêche pas l’ouverture au public de l’aile François Ier sous la Restauration. Le château est ainsi visité par Victor Hugo, Honoré de Balzac, ou encore Alexandre Dumas.
En 1840, sous le règne de Louis-Philippe, le château est classé monument historique grâce à l’action de Prosper Mérimée qui obtient la remise en état du bâtiment le 24 juillet 1844. Félix Duban est chargé en 1846 de la restauration des appartements royaux de l’aile François Ier. Il associe des couleurs profondes (rouge et bleu) à de l’or. Secondé par Jules de La Morandière, Duban s’inspire pour les décorations intérieures d’estampes d’époque et des travaux menés par l’érudit Louis de la Saussaye. La restauration se poursuit jusqu’à la mort de Félix Duban en 1871. Le château est alors transformé en musée. Les restaurations entreprises entre 1870 et 1879 sont sous la direction de Jules de La Morandière.
C’est en 1850 que Pierre-Stanislas Maigreau-Blau, maire de Blois, fonde le musée des beaux-arts de Blois, qu’il installe dans l’aile François Ier. C’est en effet à cette époque que les provinces se dotent de leurs propres musées, encourageant ainsi l’étude des arts. Le maire de Blois défend son projet : « Il n’y a pas de chef-lieu de département en France qui ne soit aujourd’hui doté d’un musée. […] Il serait superflu d’examiner les avantages de ces sortes d’établissements. On sait de quel encouragement puissant ils sont pour les arts et les sciences, par les modèles ou les collections qu’ils offrent à l’étude ». Le musée sera finalement ouvert dans l’aile Louis XII en 1869.
Une seconde restauration est entreprise entre 1880 et 1913. Elle est confiée à un inspecteur général des monuments historiques, Anatole de Baudot, qui dirige essentiellement les travaux sur la restauration de la charpente et du plancher, sur quelques ornements, et sur l’élaboration d’un système d’évacuation des eaux de pluie. Alphonse Goubert, successeur de Baudot à la tête du chantier, décide de restaurer l’aile Gaston d’Orléans. C’est ainsi qu’il fait construire un escalier monumental en pierre, à partir d’esquisses de Mansart. En 1921, il crée également un musée lapidaire dans les anciennes cuisines du château.

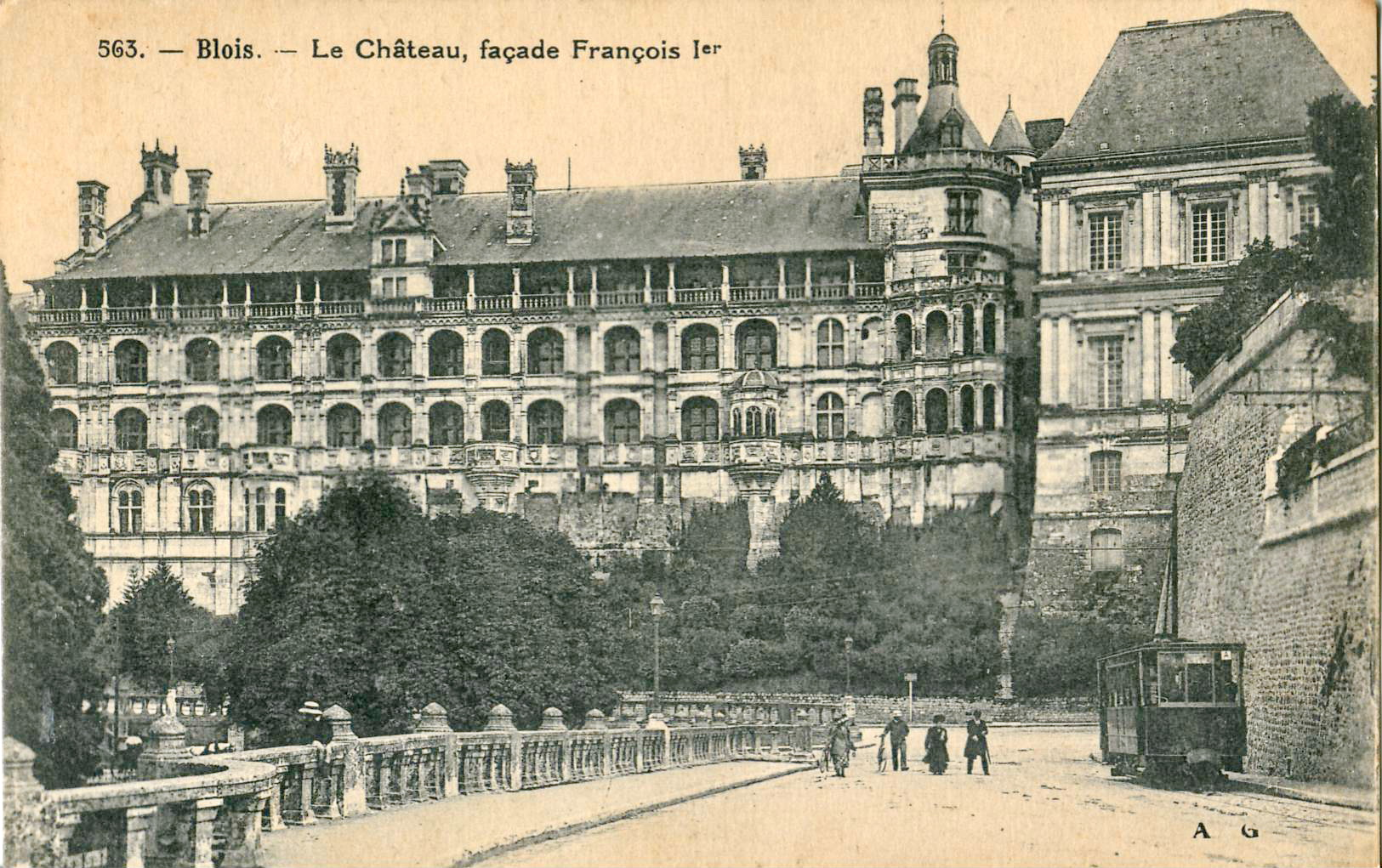
Une voiture du tramway de Blois passant au pied du château, au début du XXe siècle.

Pendant la seconde guerre mondiale, la façade sud du château (principalement l’aile Louis XII) est endommagée par les bombardements. Les vitraux de la chapelle sont notamment détruits. Les travaux de remise en état, commencés en 1946, sont confiés à Michel Ranjard.
Le 23 mai 1960, un timbre-poste représentant le château est émis.

### Époque contemporaine
Le château est aujourd’hui la propriété de la ville de Blois. Dans les années 1990, une nouvelle restauration est conduite par Pierre Lebouteu et Patrick Ponsot. En particulier, les toitures, les façades extérieures et les planchers de l’aile François Ier ont été restaurés. Gilles Clément, paysagiste, a été chargé de travailler sur le parc. Pour faire vivre le château, un spectacle son et lumière utilisant les voix de Robert Hossein, Pierre Arditi ou Fabrice Luchini, écrit par Alain Decaux et mis en musique par Éric Demarsan, a été conçu dans les années 1990 : Ainsi Blois vous est conté....
Aujourd’hui encore, des restaurations ciblées continuent. Le château a accueilli 353 521 visiteurs en 2019.

## Architecture et décoration intérieure
Le château de Blois, tel qu’il peut être admiré de nos jours, est principalement constitué de trois ailes où se mêlent les styles gothique, Renaissance et Classique, même si des traces subsistent du château du Moyen Âge.

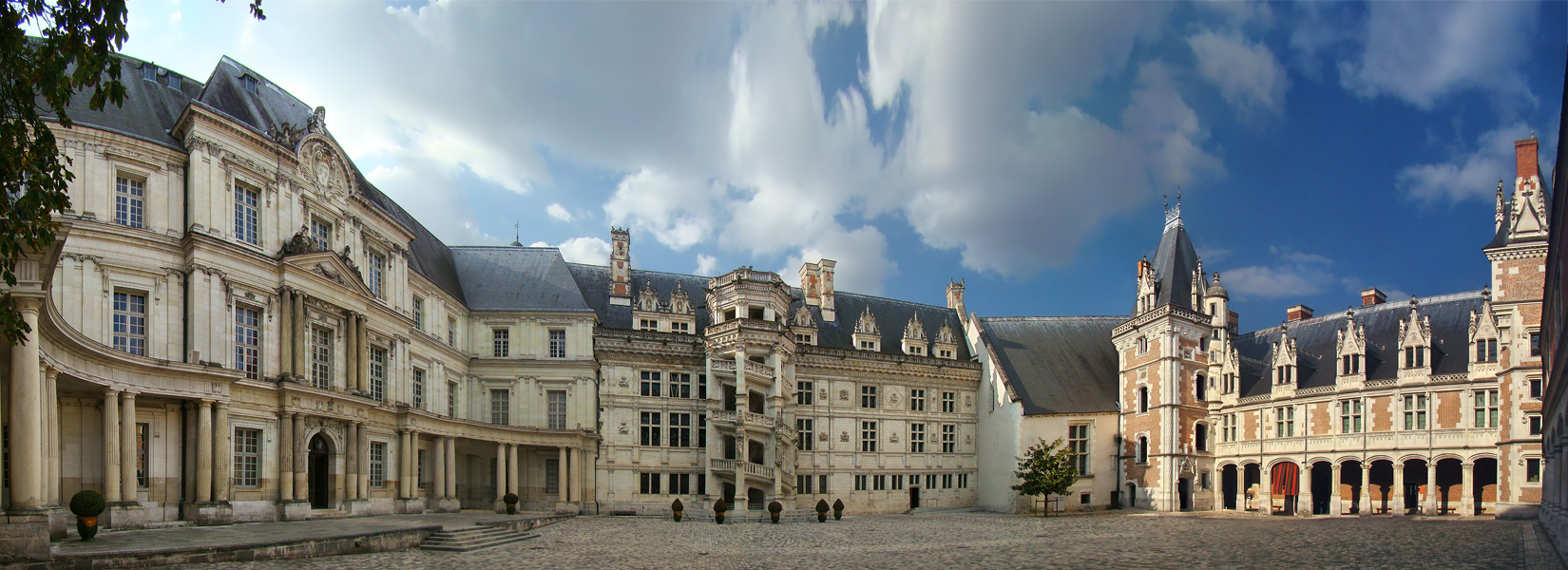
Façades intérieures de styles gothique, Renaissance et classique (de droite à gauche).

### Château médiéval

#### Salle des États

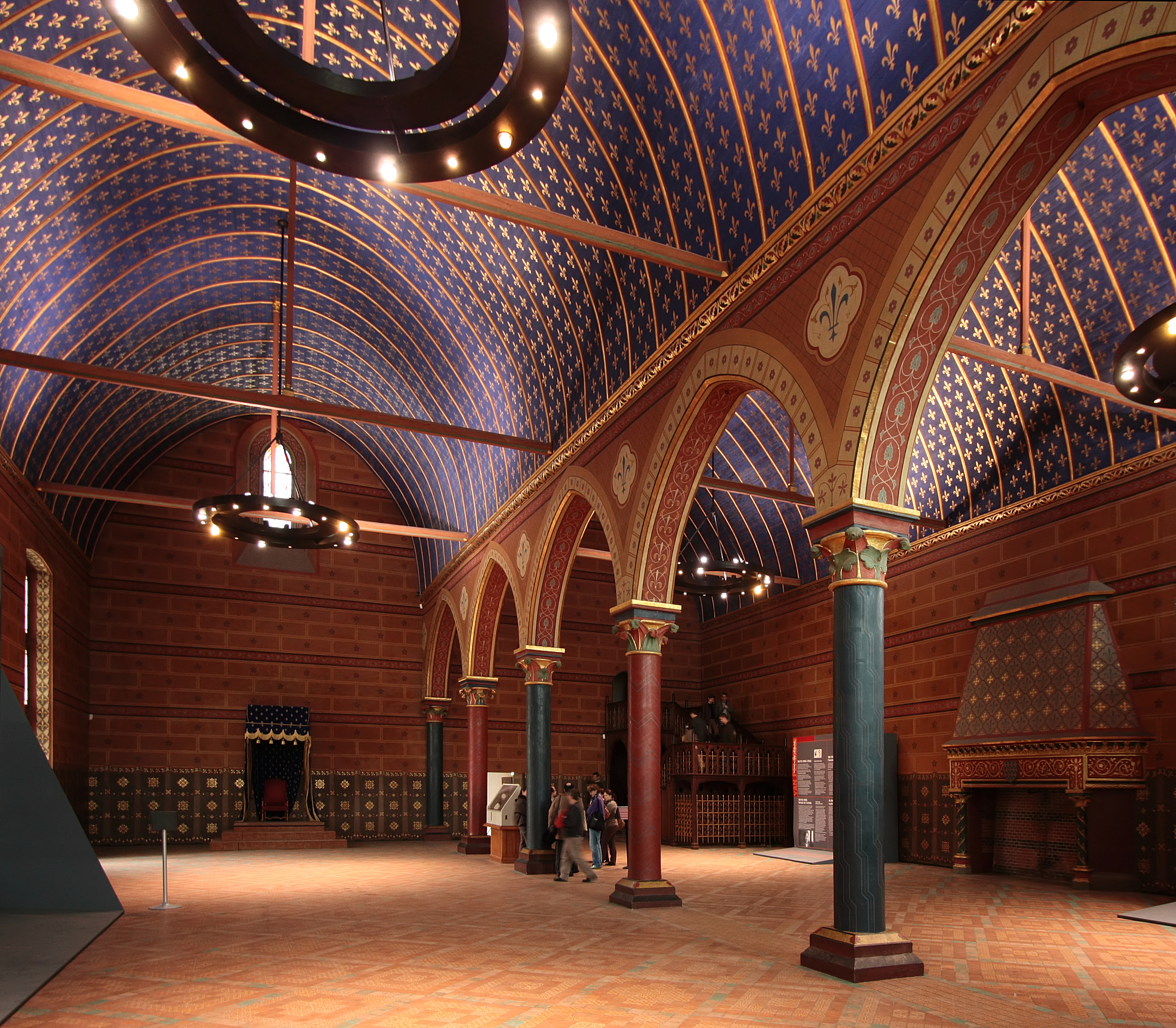
Salle des États.

Construite par le comte Thibaut VI en 1214 (la datation exacte a pu être établie grâce au procédé de dendrochronologie, effectué sur la charpente), la salle des États est la plus ancienne salle civile gothique de France, et un élément architectural marquant du gothique du XIIIe siècle. Salle de justice sous les comtes de Blois, elle abrite les États généraux en 1576 et 1588. Elle est restaurée en 2006 et 2007, notamment afin de préserver d’importantes traces de polychromie et de conserver la charpente en chêne. Elle est située à l’extrémité nord de l’aile François Ier. Lambrissée, mesurant près de trente mètres sur dix-huit, elle est composée de deux nefs, séparées par une file de six colonnes aux chapiteaux à crochets supportant les deux voûtes en berceau juxtaposées à la charpente en chêne.
Le décor peint est l’œuvre de Félix Duban qui l’a restauré de 1861 à 1866, mais s’inspire de la polychromie en usage au XIIIe siècle. C’est à lui que l’on doit les quelque 6 720 fleurs de lys peintes au lambris. Le pignon percé de grandes fenêtres, la cheminée ainsi que l’escalier néo-gothique sont également de Félix Duban (seule la petite fenêtre en ogive du pignon ouest est d’origine, les grandes fenêtres à meneau, elles, sont du XVe siècle). Les vitraux aux emblèmes de Louis XII et Anne de Bretagne sont l’œuvre du peintre-verrier Paul-Charles Nicod, tandis que le parement en terre cuite polychrome est dû au céramiste Jules Loebnitz.

#### Musée lapidaire
Le musée lapidaire, accolé à la salle des États, dans les anciennes cuisines de François Ier, rassemble les sculptures des XVIe et XVIIe siècles des différentes ailes du château (gargouilles en pierre, salamandres en plâtre réalisées sous la direction de Félix Duban pour remplacer les insignes royaux détruits à la Révolution, fronton en pierre et plâtre de l’aile Gaston d’Orléans réalisé par le sculpteur Simon Guillain et restauré par Alfred Jean Halou), la tête du Buste de Gaston d’Orléans en Hercule en plâtre, réalisée par Alfred Jean Halou vers 1915, le produit de fouilles du Loir-et-Cher, des objets provenant du promontoire du château à l’époque médiévale, un ensemble daté de la période carolingienne, ainsi que les moulages et les études en plâtre réalisés par Félix Duban.

#### Tour du Foix

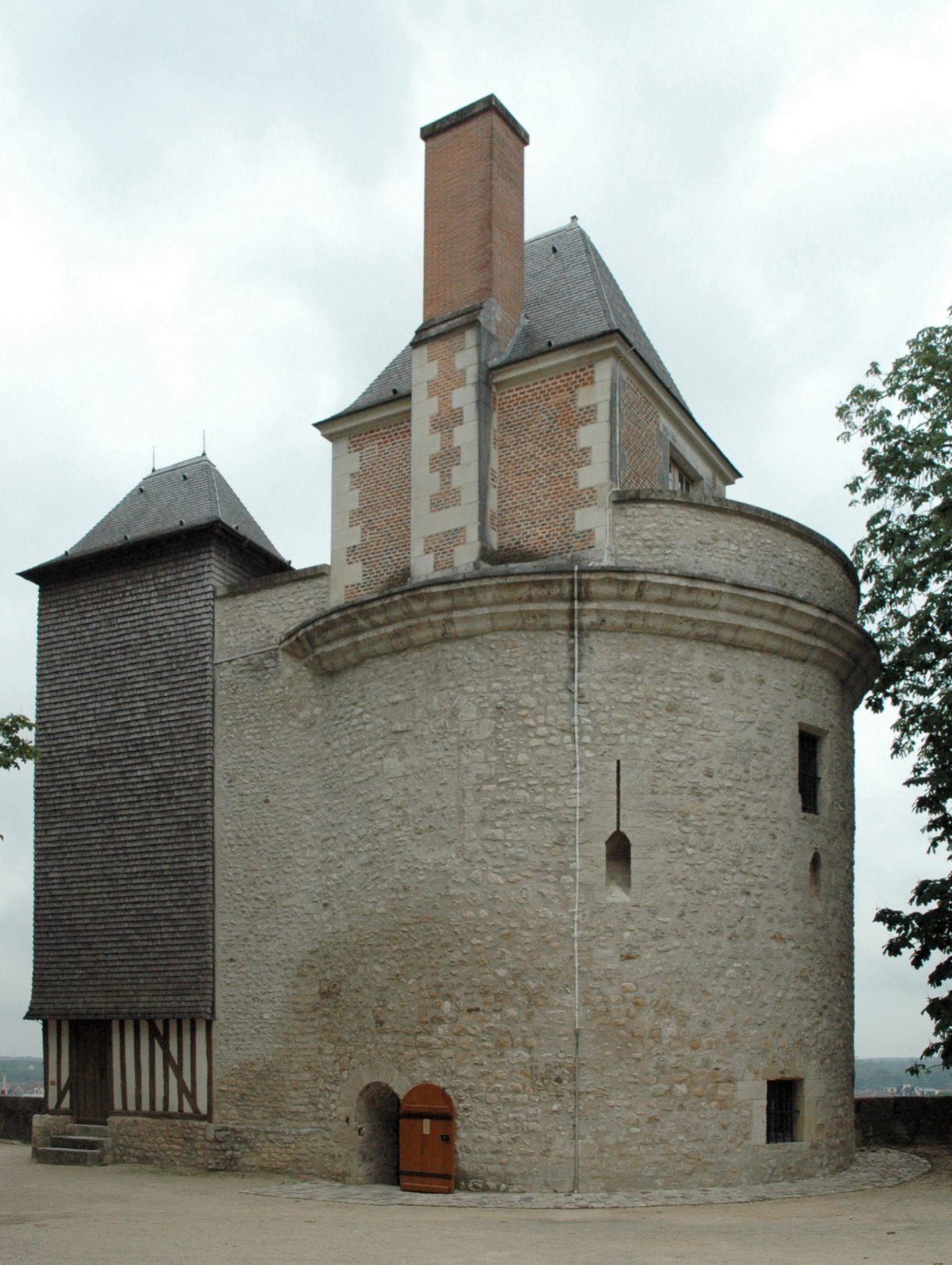
La Tour du Foix.

La tour circulaire du Foix, située légèrement en retrait, près de l’aile Gaston d’Orléans, est un vestige des fortifications féodales du XIIIe siècle. Plus caractéristique d’une forteresse médiévale, elle offre un panorama sur la ville, la Loire et l’église Saint-Nicolas de Blois.
Cette tour défendait au Moyen Âge l’angle sud-ouest du château ainsi que la porte du Foix, située au pied de l’éperon rocheux. Perdant son rôle défensif au XVIe siècle, Catherine de Médicis fit aménager à son sommet un observatoire astronomique qui se présente sous la forme d’un petit pavillon en briques rouges et pierres, accessible par une tourelle d’escalier garnie de bardeaux de bois, elle aussi édifiée.
S’élevant sur quatre niveaux, dont trois voûtés, éclairés par des meurtrières en étrier, son niveau inférieur aujourd’hui situé en sous-sol formait autrefois le rez-de-chaussée avant le remblaiement de la terrasse au XVIIe siècle.
Les fortifications de la ville et du château sont inscrites aux monuments historiques depuis le 6 novembre 1942.

### Aile LouisXII

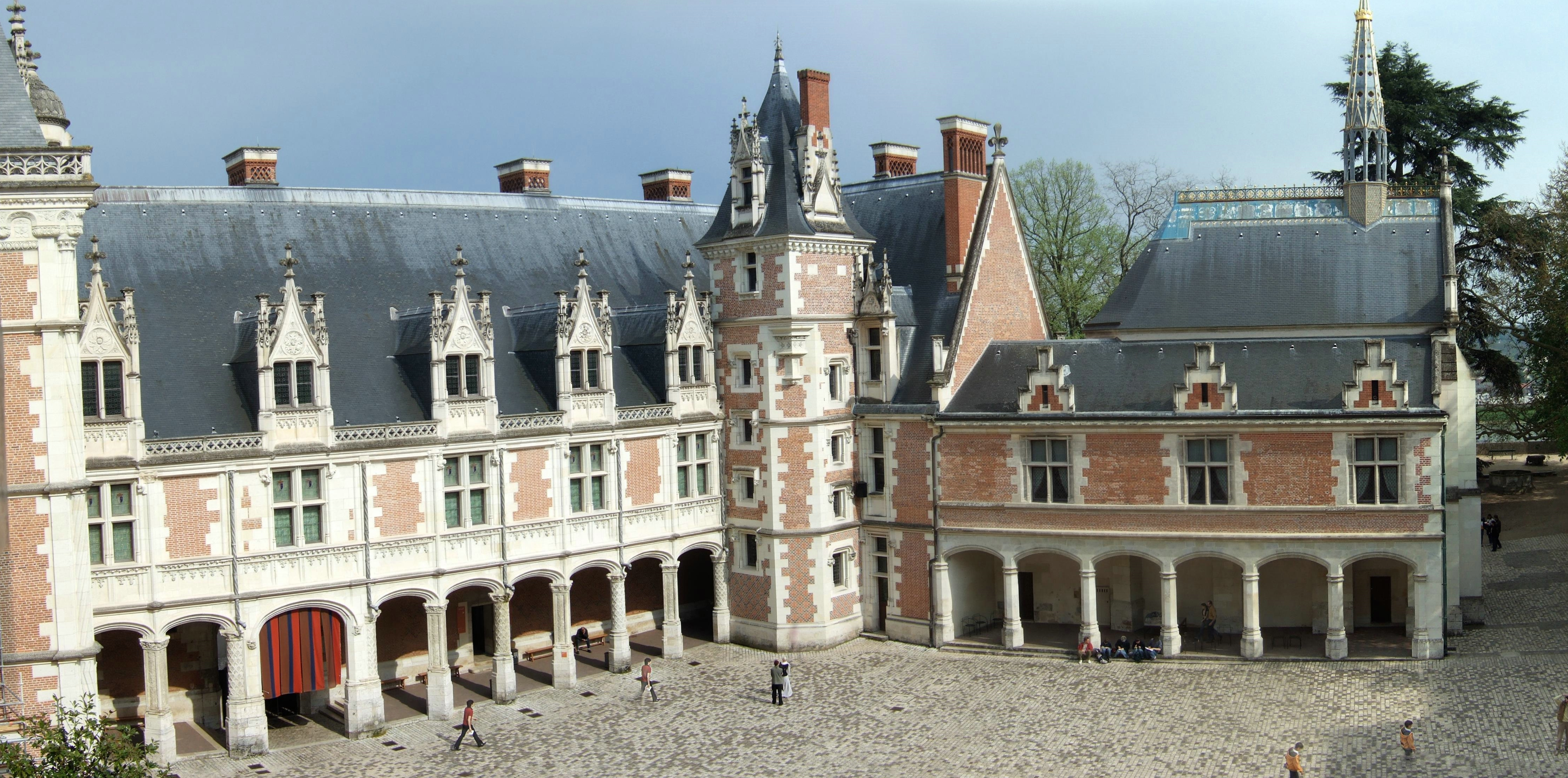
Vue de l’aile Louis XII (1498-1503), avec à droite la chapelle Saint-Calais et la galerie Charles d’Orléans, vue depuis l’aile François Ier.

On pénètre dans le château par l’aile Louis XII, remarquable par son appareil de briques rouges chaînées de pierres blanches, construction courante dans les édifices de style franco-flamand. L’entrée est surmontée par la statue équestre de Louis XII (copie réalisée par le sculpteur Charles Émile Seurre en 1857 à partir d’un original perdu en 1792) présentée plus haut.

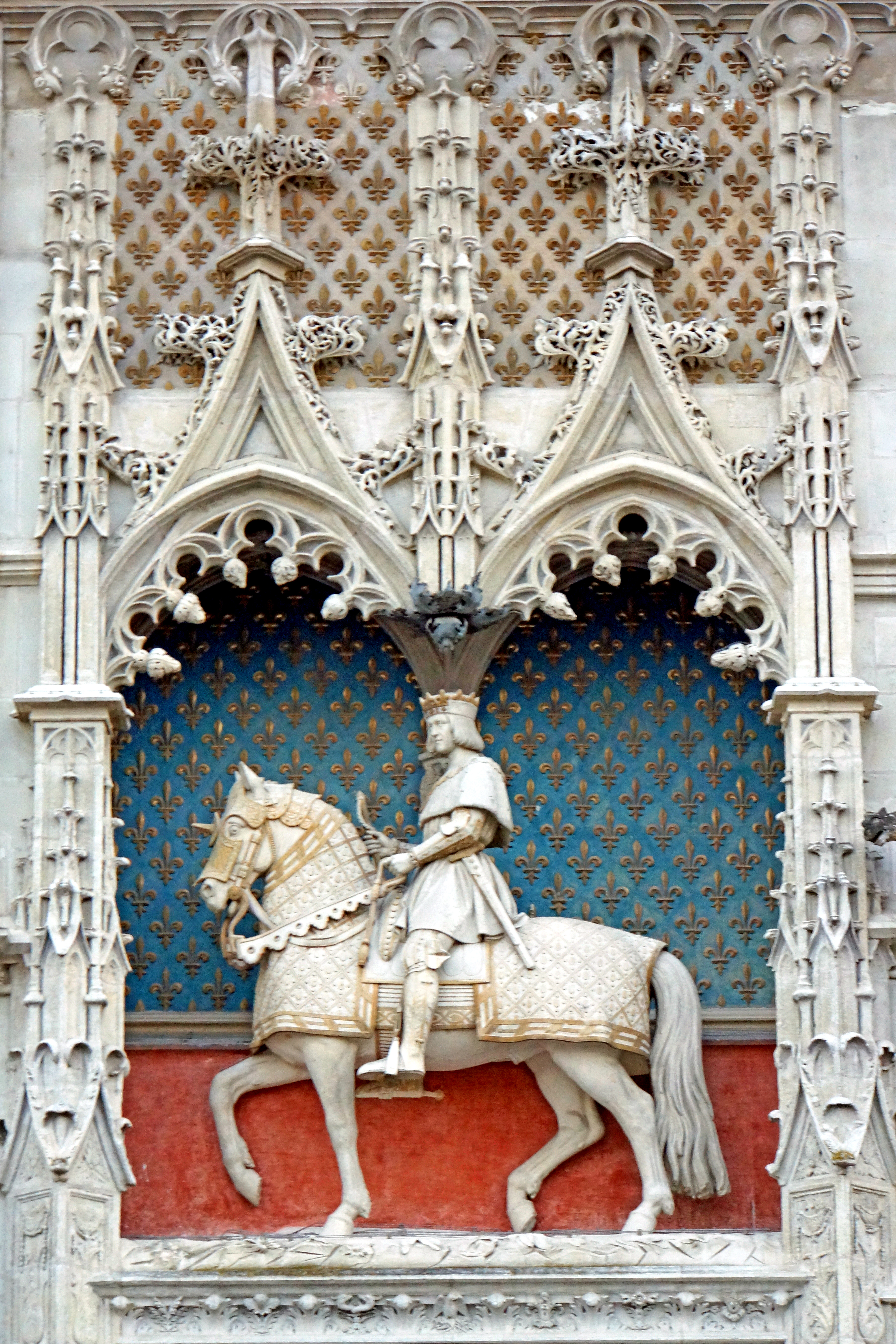
Statue équestre de Louis XII (1857).

Cette aile, construite entre 1498 et 1503, est un parfait exemple du style Louis XII alliant le style gothique flamboyant à des éléments appartenant déjà au style Renaissance.
Le gothique flamboyant se développe dans les moulurations, les trilobes, les pinacles des lucarnes et les culots sculptés encadrant les baies mais sont mêlés à certains éléments, comme des candélabres sur les piliers, l’emploi de l’arc surbaissé, les piliers triangulaires décorés d’arabesques ou des coquilles sous la corniche de l’escalier, qui sont toutefois déjà de style Renaissance.
La haute toiture en ardoise percée de lucarnes, au comble habitable, est aussi caractéristique du gothique tardif.
Le château de Louis XII est souvent comparé au Château du Verger de Seiches-sur-le-Loir, où Colin Biart aurait également travaillé.

#### Musée des Beaux-Arts de Blois

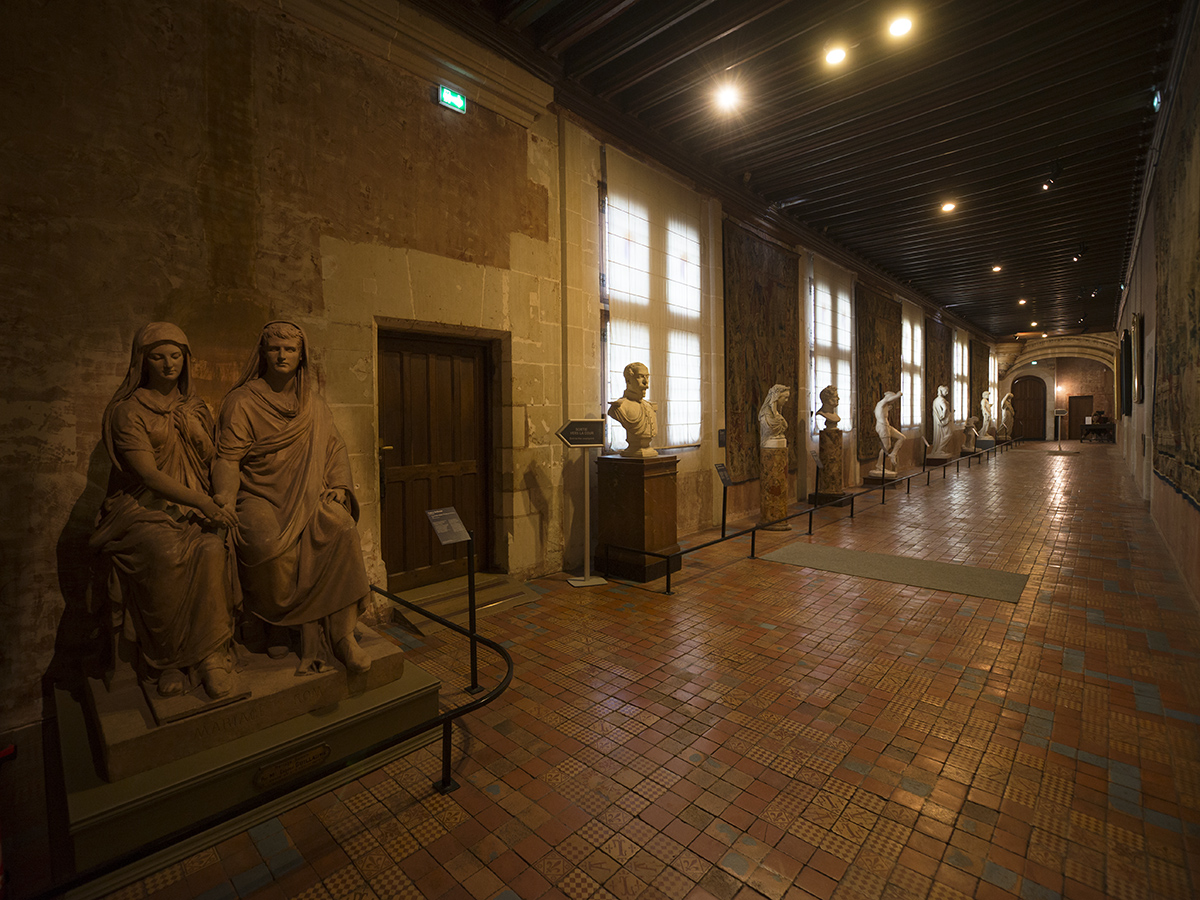
Musée des Beaux-Arts dans l’aile Louis XII.

Un couloir dessert les pièces du musée des Beaux-Arts de Blois, afin d’éviter de devoir parcourir toutes les pièces en enfilade pour traverser l’aile, ce qui est une nouveauté par rapport à l’agencement du château médiéval.
L’aile contient depuis 1869 le musée des Beaux-Arts de la ville de Blois. Les huit salles de la galerie présentent un choix de peintures et de sculptures allant du XVIe au XIXe siècle. La galerie regroupe un ensemble de tapisseries françaises et flamandes des XVIe et XVIIe siècles. Les cheminées ont été refaites à l’emblématique de Louis XII et de sa femme Anne de Bretagne, d’après le célèbre livre d’heures de la reine ; destinées au « comte de Chambord »[réf. nécessaire], elles sont l’œuvre de Louis Delcros. Le cabinet des portraits contient des tableaux des XVIe et XVIIe siècles provenant des châteaux de Saint-Germain-Beaupré et de Beauregard : Madame de Noailles, le duc de Chevreuse, la Grande Mademoiselle, la duchesse de Beaufort, Anne d’Autriche ou encore Marie de Médicis d’après Rubens y sont visibles. Dans une salle des XVIIe et XVIIIe siècles, est conservée une série de cinquante médaillons en terre cuite de Jean-Baptiste Nini.

#### Tour des Champs
La tour des Champs, visible côté cour, accolée à l’aile Louis XII, flanque le pignon près de la Salle des États. Également de style gothique flamboyant, construite en brique et pierre, elle présente sa haute toiture d’ardoise aux lucarnes décorées d’acrotères, entourée d’une corniche finement sculptée d’une frise d’oves. On peut y voir plusieurs sculptures dont le porc-épic de Louis XII en bas-relief.
Lors de la restaurations des années 1990, les sculpteurs ont représenté, avec humour, au niveau d’une fenêtre du premier étage, deux angelots en cul-de-lampe représentant Martine Tissier de Mallerais (alors conservatrice du château et des musées de Blois) et Jack Lang (alors maire de Blois), reconnaissable à sa chevelure, son nez et son sourire.

#### Chapelle Saint-Calais

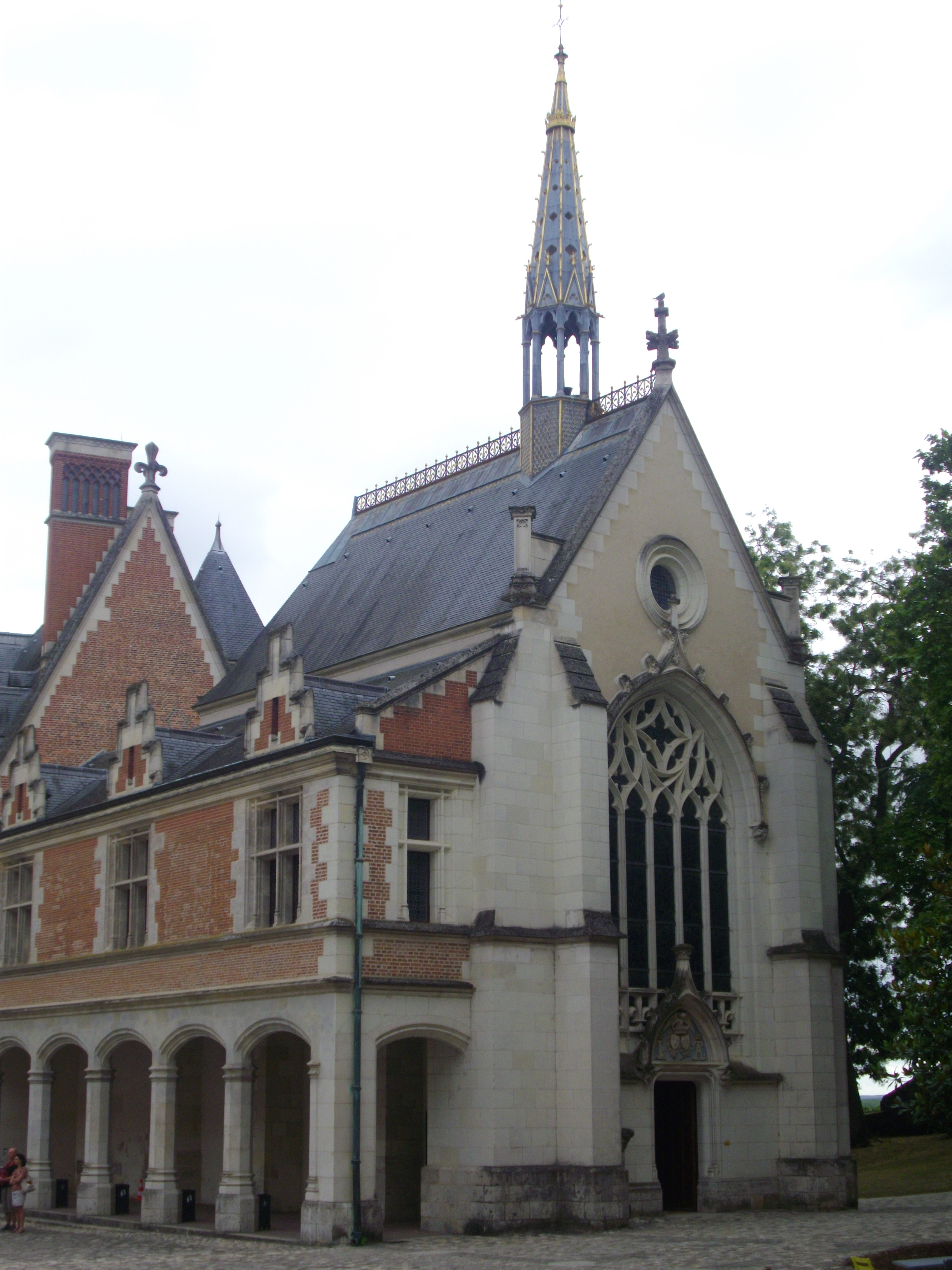
Extérieur de la chapelle Saint-Calais.

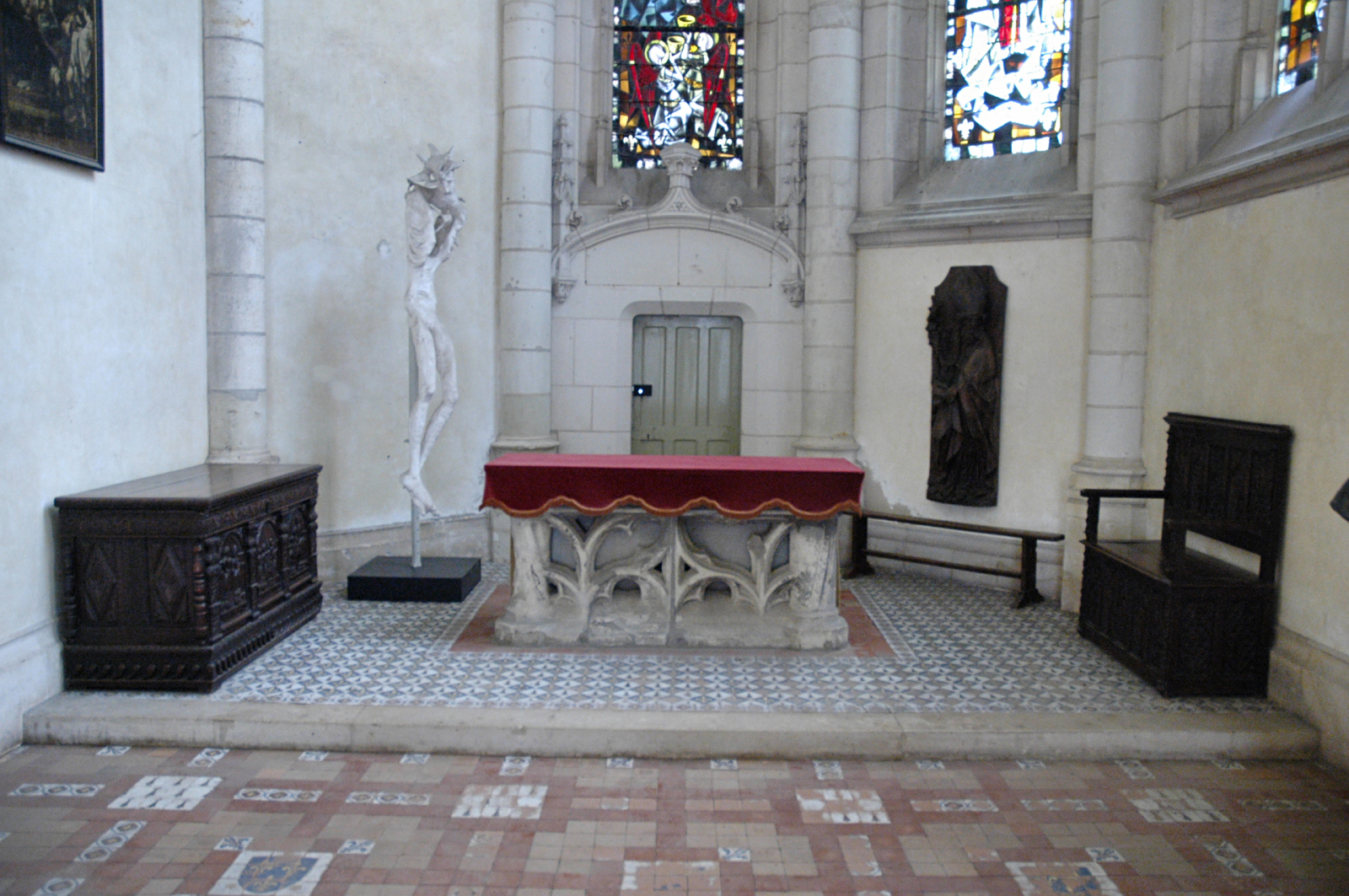
Intérieur de la chapelle Saint-Calais.

La chapelle Saint-Calais est située au bout de l’aile Louis XII, dans la cour intérieure du château.
Reconstruite à partir de 1498 lorsque Louis XII accède au trône, puis consacrée en 1508 par Antoine Dufour, évêque de Marseille et confesseur de la reine, il ne subsiste aujourd’hui de cet oratoire privé du roi que le chœur gothique aux voûtes à liernes et tiercerons, la nef ayant été détruite par Mansart lors des travaux de l’aile Gaston d’Orléans. Des vitraux modernes de Max Ingrand, datant de 1957, évoquent plusieurs figures de l’histoire, dont Jeanne d'Arc et Charles de Blois. La façade fut créée par Félix Duban et Jules de La Morandière en 1870.

#### Galerie Charles d’Orléans

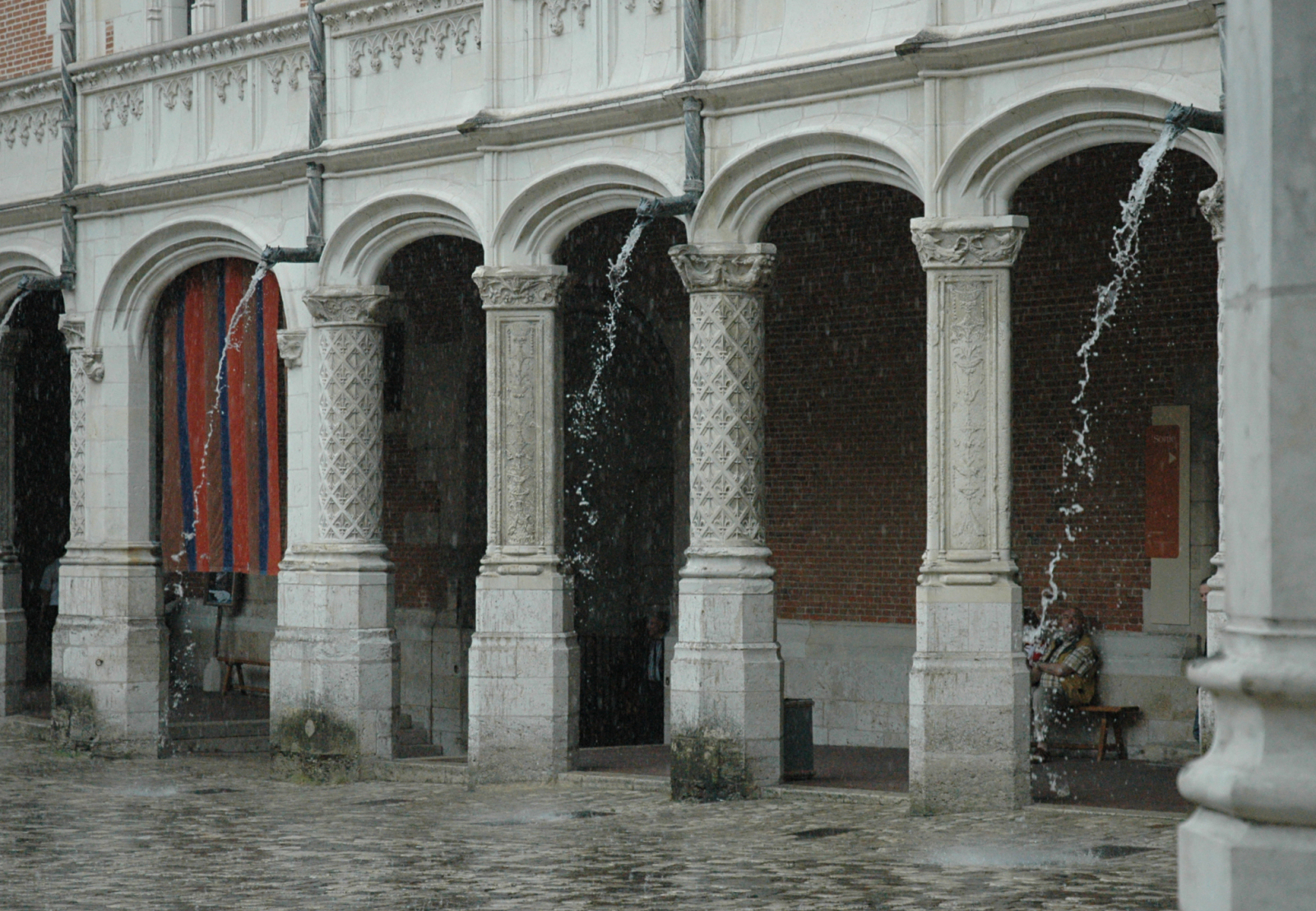
Arcades de la galerie Charles d’Orléans.

La galerie Charles d’Orléans, collée à la chapelle Saint-Calais, était autrefois deux fois plus longue, mais fut, comme la chapelle, détruite en partie au XVIIe siècle. Construite au milieu du XVe siècle, il s’agit du premier édifice dans lequel la pierre et la brique sont employées simultanément. La galerie est portée par des arcades en anse de panier très surbaissées. Des colonnes aux fûts losangés, timbrés de la fleur de lys et de l’hermine royales, alternent avec des piliers dont le dessin superpose cercle et carré.

### Aile FrançoisIer

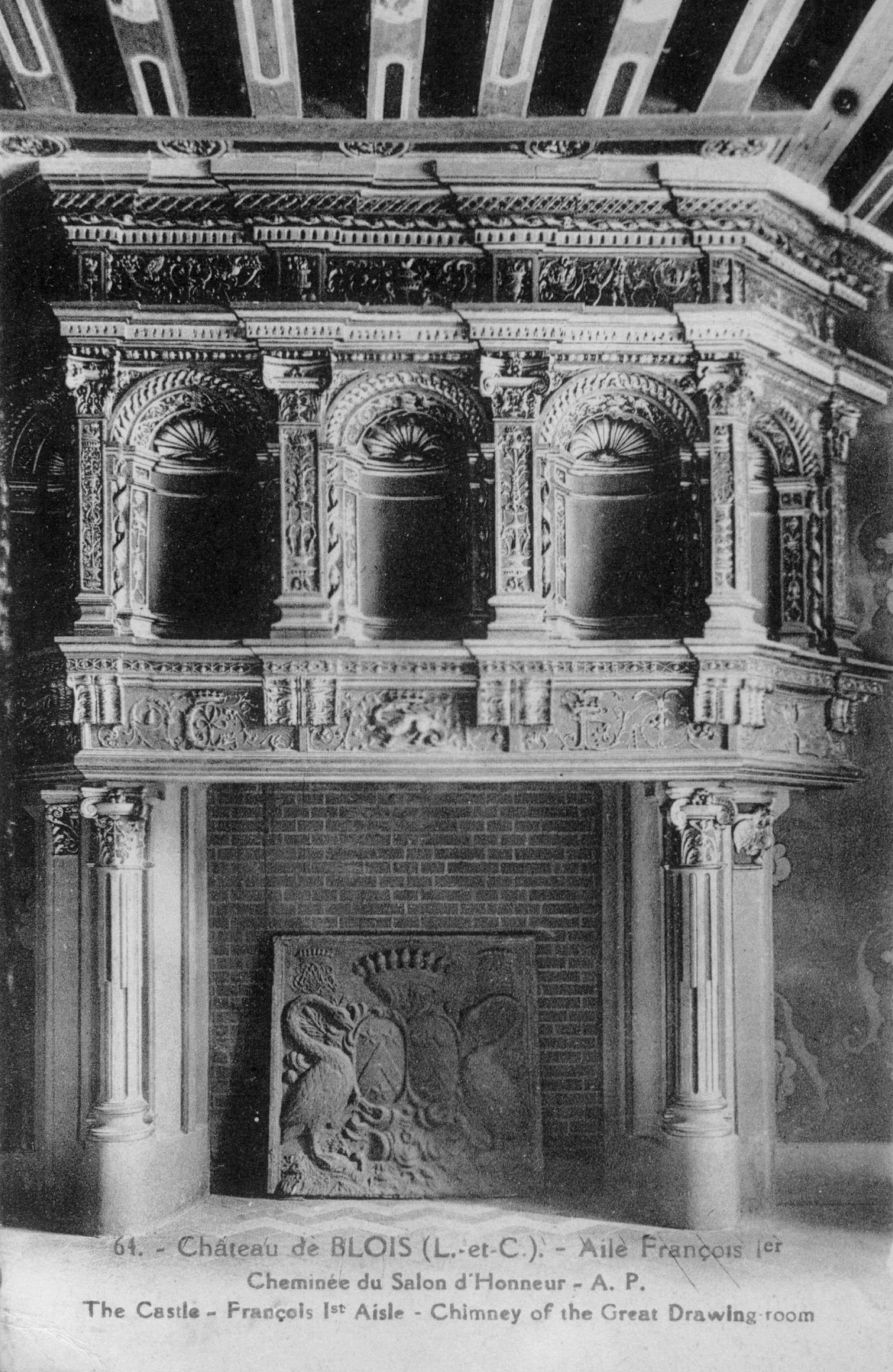
Château de Blois. Aile François Ier. Cheminée du salon d’honneur (E. Papeghin – 24, rue des Petites-Ecuries – Paris).

Dans l’aile François Ier, de style Renaissance, l’architecture et l’ornementation sont marquées par l’influence italienne. Même si seulement douze ans séparent la construction de l’aile François Ier de celle de l’aile Louis XII, l’inspiration italienne a non seulement influencé les motifs décoratifs, mais aussi l’agencement et la forme complète de l’édifice.
Sa construction ne fut pas homogène. Une première campagne commence en 1515-16 par l’est de l’aile, s’appuyant sur un logis plus ancien. La partie ouest avec son célèbre escalier fut entreprises dans un second temps. D’autre part, deux phases distinctes dans les combles indiquent que les pièces sur la cour furent construites indépendamment de la galerie des loges, commencée par l’ouest contre le logis médiéval avant de recouvrir la partie orientale quelques années plus tard.

#### L’escalier

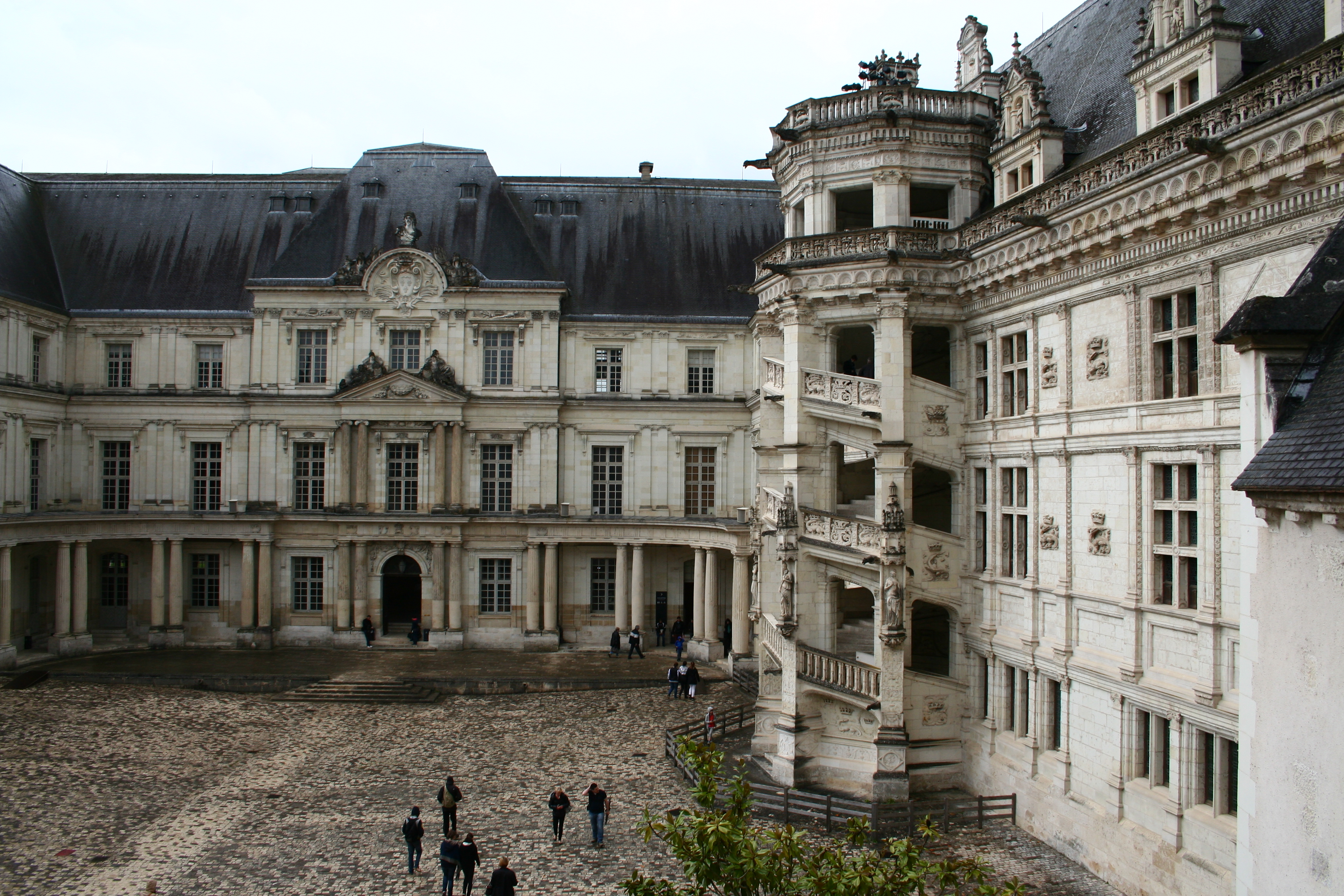
L’escalier monumental

L’élément central de cette aile est l’escalier monumental, de type vis hors-œuvre, octogonal, dont trois côtés sont encastrés dans le bâtiment lui-même. L’escalier, « fouillé comme un ivoire de Chine » selon Balzac, couvert de fines sculptures Renaissance, d’ornements italianisants (statues, balustres, candélabres) et d’emblèmes royaux (salamandres, couronnes, « F » pour François Ier, « C » pour Claude de France), s’ouvre entre les contreforts par de larges baies sur la cour du château. Sa voûte dallée, de forme hélicoïdale, soutenue par des contreforts rectangulaires extérieurs, en font un symbole récurrent de l’architecture française à la Renaissance et annoncent les innovations de l’époque sur l’architecture des escaliers, qui deviennent, plus qu’un élément fonctionnel, un ajout esthétique majeur.

#### Les façades

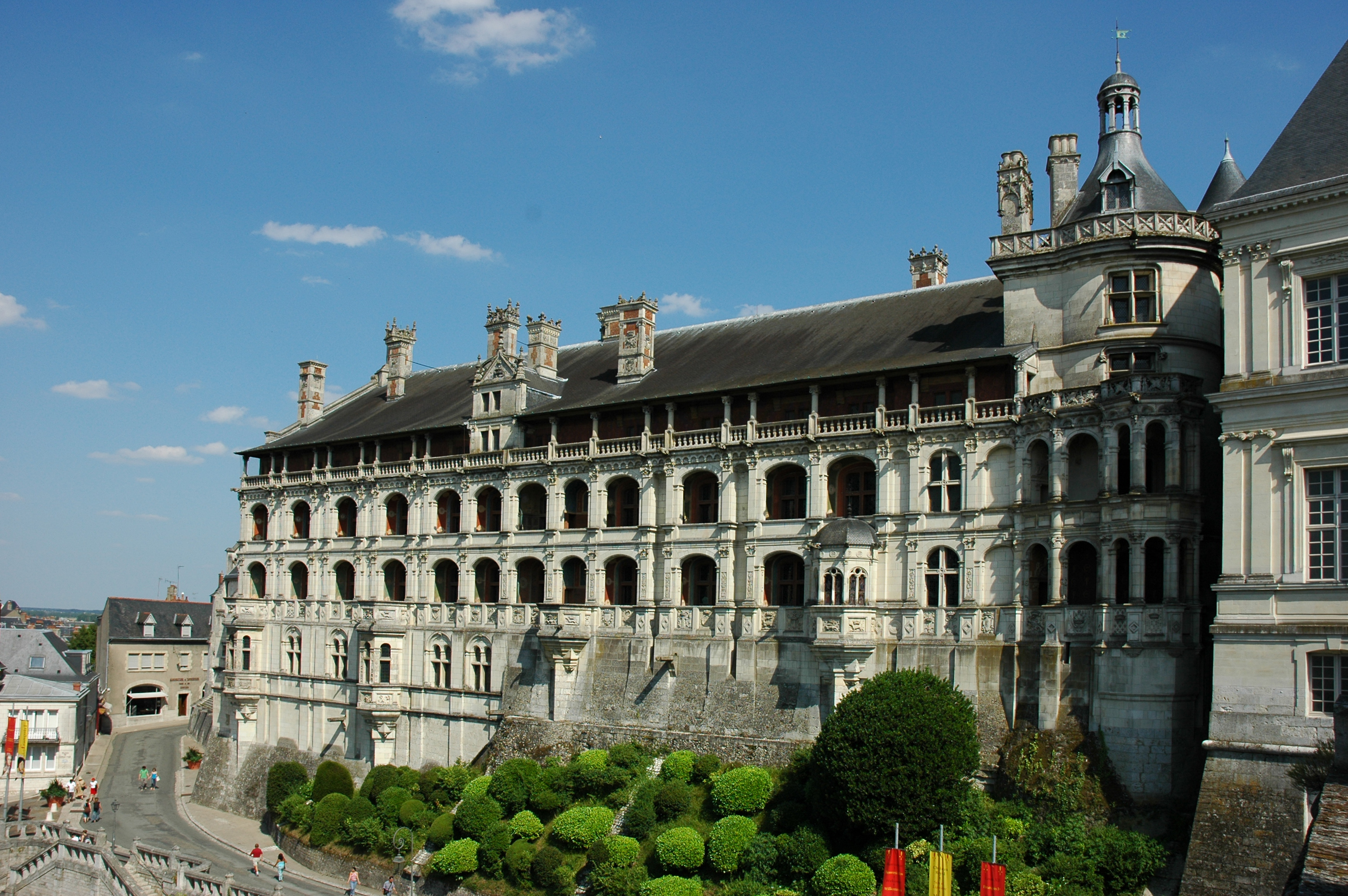
Façade des Loges.

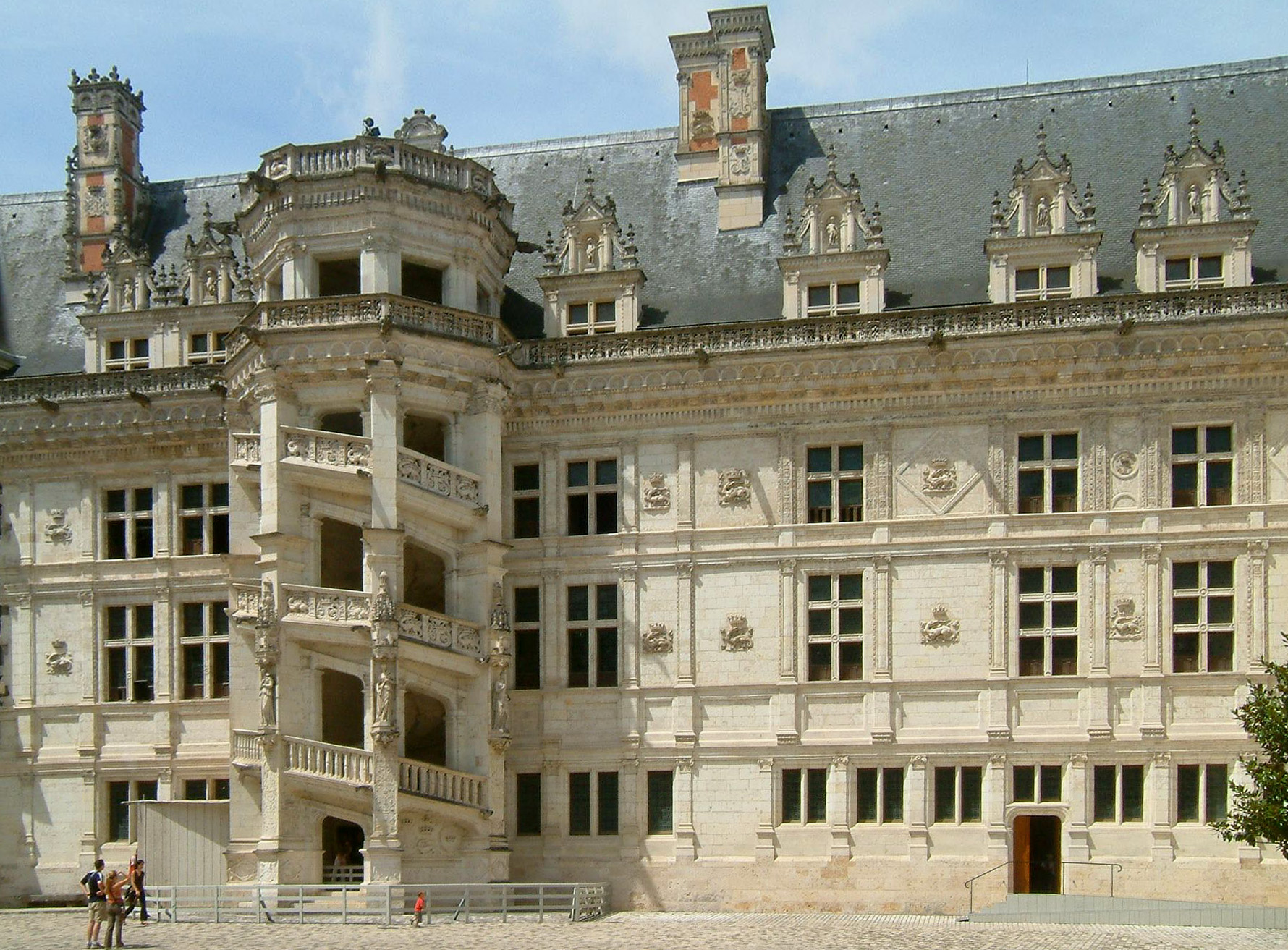
Façade intérieure.

Au revers de l’aile, accessible depuis la galerie de la Reine, se trouve la façade des Loges, construite à sept mètres en avant de l’ancienne courtine, caractérisée par une suite de niches non-communicantes. Ces loges, bien qu’inspirées par les façades de Bramante de la cour Saint-Damase au Vatican (alternance rythmique bien qu’inconstante entre les travées de baies et les trumeaux pleins), montrent dans leur construction quelques gallicismes (arcs en anse de panier, présence d’échauguettes, ordonnance irrégulière des travées, ouvrages en surplomb etc.). Sa décoration présente entre autres des bas-reliefs sur les allèges des échauguettes représentant les douze travaux d’Hercule et d’autres scènes représentant le héros grec (Hercule et le centaure, Hercule et l’hydre de Lerne, Hercule et le taureau de Crète, Hercule et Antée, Hercule et Cacus notamment). Cette façade donnait autrefois sur les jardins créés par Louis XII.
Côté cour, la façade est ornée de fenêtres à meneaux alternés de pilastres aux chapiteaux italianisants, qui croisent les moulures entre les étages. La corniche au sommet de cette façade présente, superposés, une série de motifs de la première Renaissance. Elle court le long de la façade et contourne l’escalier monumental. La haute toiture et la présence de gargouilles le long de la façade montre néanmoins un héritage du style gothique qui n’a pas encore été complètement abandonné par les architectes.
Malgré son apparente homogénéité, l’aile François Ier englobe la salle des États, à gauche de la façade des Loges.

#### Appartements royaux
Les appartements royaux situés dans l’aile François Ier ont été restaurés. Ils avaient été reconstitués par Félix Duban dans l’esprit romantique de son époque. En effet, Gaston d’Orléans détruisit un quart de l’aile François Ier, dont les appartements privés de Francois Ier. Félix Duban s’inspira du principe selon lequel les appartements publics donnaient sur la cour du château et les appartements privés sur les jardins aujourd’hui disparus.
Le premier étage est l’étage des appartements de la reine.

##### Galerie de la Reine

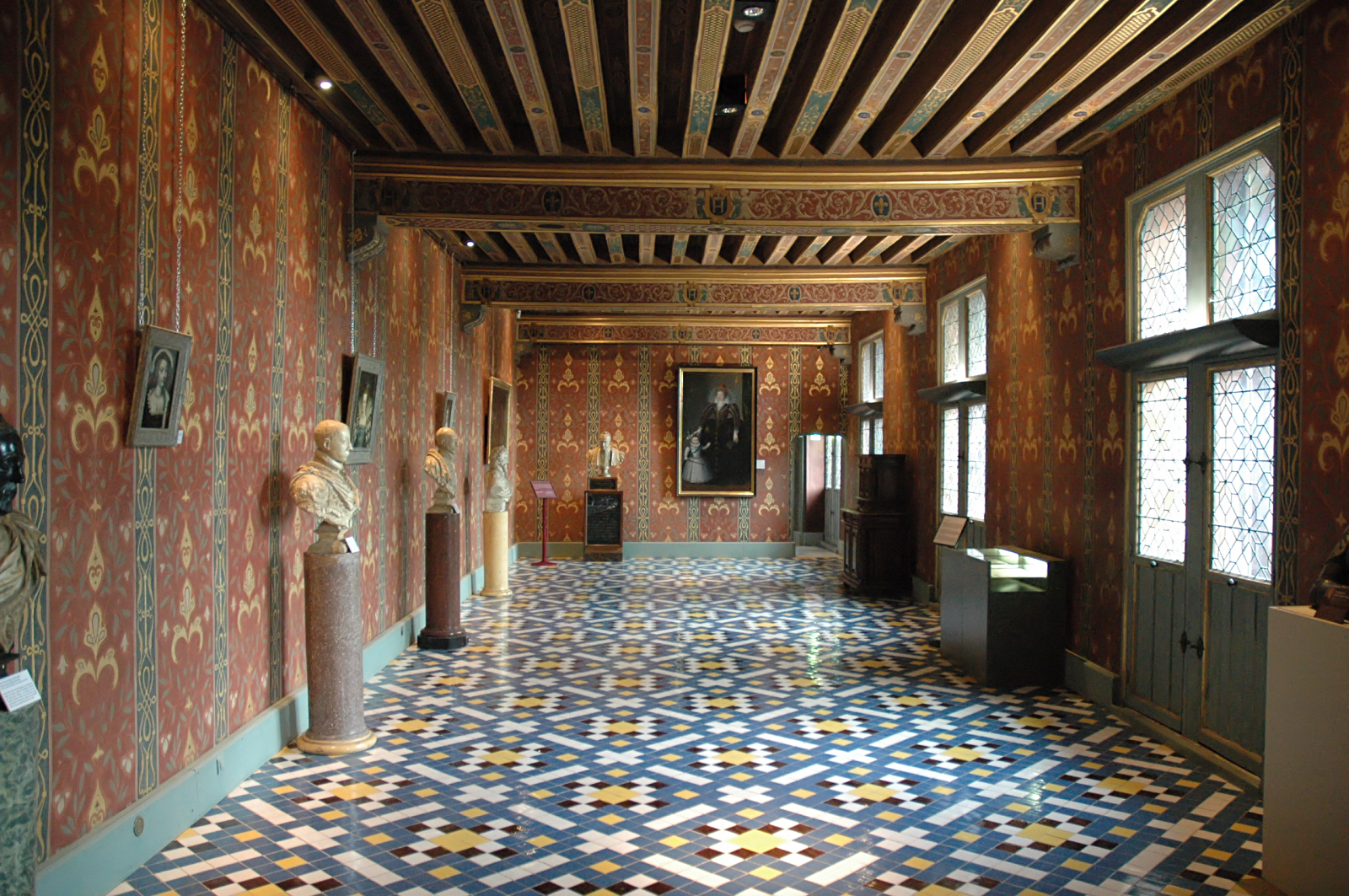
La galerie de la Reine.

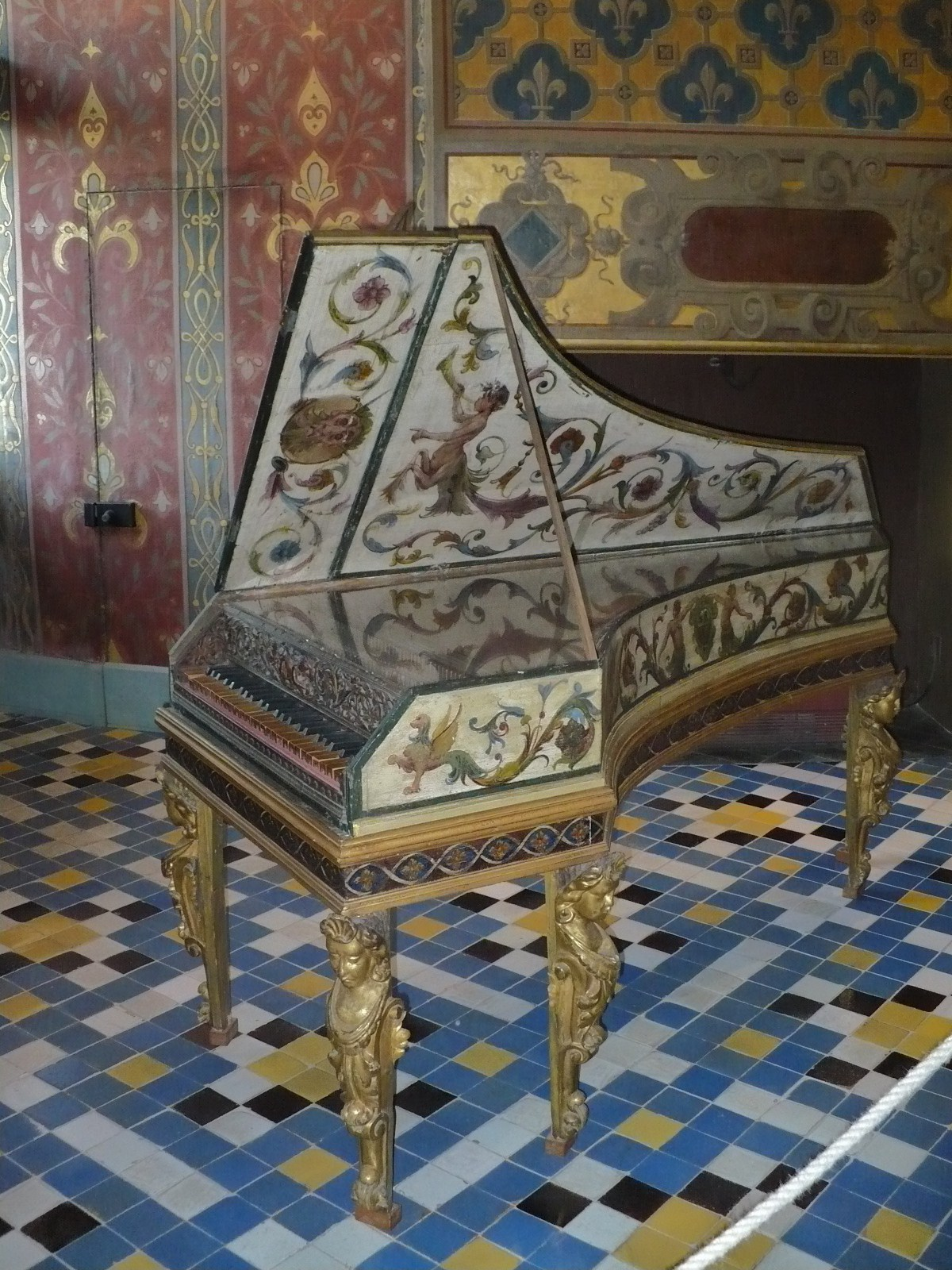
Clavecin de 1572.

Le carrelage de la galerie de la Reine, créé par Félix Duban en terre cuite vernissée sur un modèle du XVe siècle, a été restauré à la fin du XXe siècle. Il se présente sous la forme d’un réseau de formes géométriques bleues, blanches et jaunes. On peut y voir une exposition d’instruments anciens parmi lesquels :
- un clavecin italien de Giovanni Antonio Baffo datant de 1572, remanié vers 1880 par Leopoldo Franciolini,
- une mandoline en faïence de 1875 réalisée par Josaphat Tortat,
- un violon en faïence de 1867, œuvre d’Ulysse Besnard,
- une pochette de maître à danser en bois, marqueterie et ivoire.

La galerie est également ornée de bustes de rois de France, dont :
- un buste de Henri II en bronze et marbre d’après Germain Pilon,
- un buste de François Ier en armure du XVIe siècle à l’auteur anonyme, acquis en 1926, remanié par Louis-Claude Vassé en 1756, moulage en plâtre patiné d’après une œuvre en bronze conservée au Louvre,
- un buste de Charles IX en plâtre patiné,
- un buste de Henri III en plâtre patiné,
- un buste de Henri IV en plâtre.

On peut aussi observer un buste anonyme en plâtre du XIXe siècle représentant Pierre de Ronsard, orné d’une épitaphe en marbre noir datant de 1607.
La galerie conserve également plusieurs tableaux, dont une huile sur cuivre qui serait un portrait présumé de la princesse de Conti, vers 1610, et une huile sur toile de C. Martin, Marie de Médicis et le dauphin, 1603.
En outre, la galerie abrite un ensemble de monnaies anciennes à l’effigie de Louis XII, François Ier, Henri II, Charles IX, Henri III et Henri IV.

##### Cabinet de la Reine

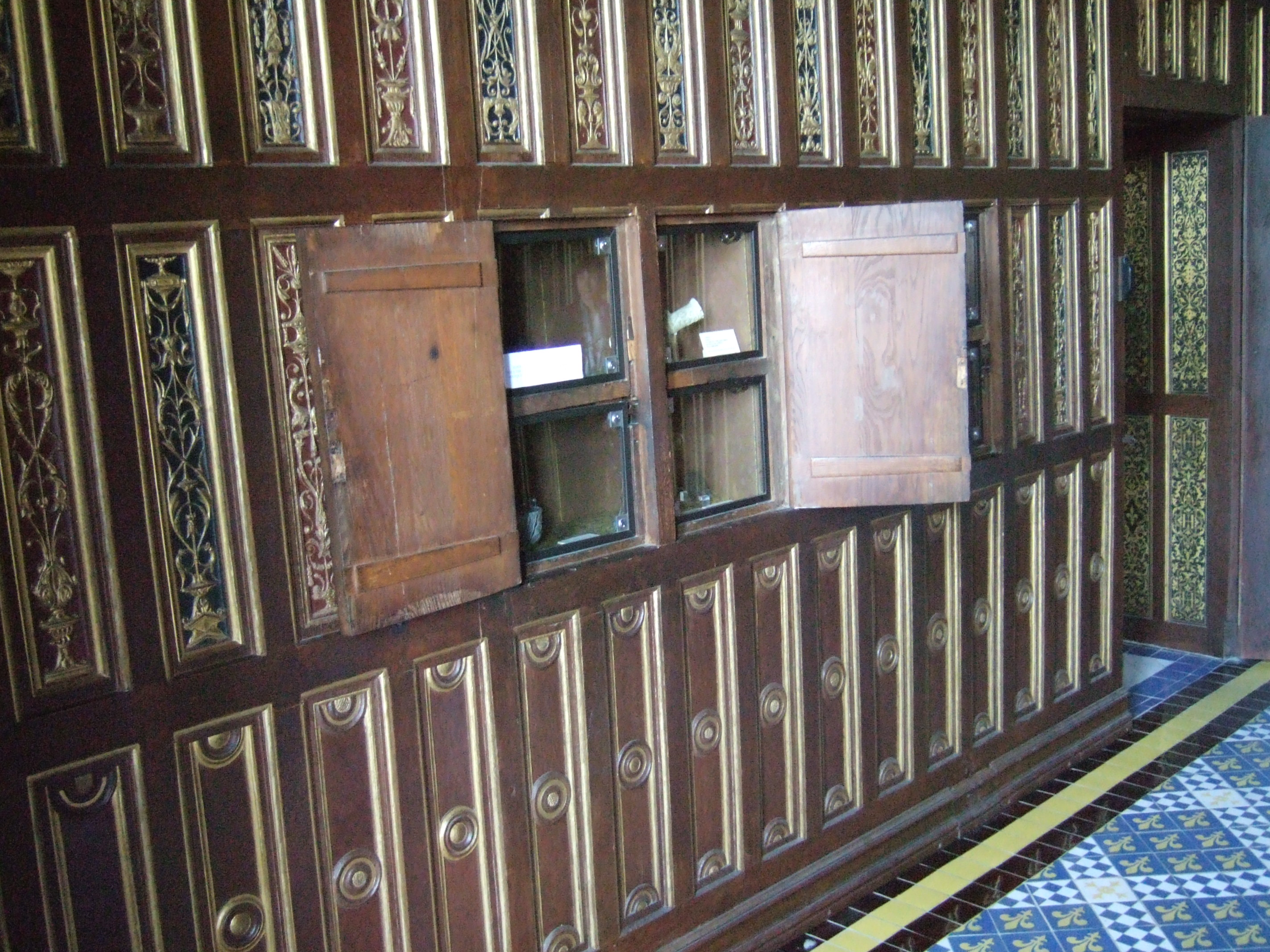
La chambre des secrets, dans le cabinet de Catherine de Médicis ou studiolo.

On trouve au premier étage le cabinet de Catherine de Médicis ou studiolo, dans lequel des panneaux de bois dissimulent quatre placards à mécanisme secret (armoires que l’on ouvre en actionnant une pédale cachée dans une plinthe), ce qui lui a donné le nom de chambre des secrets. Les panneaux de bois sont d’origine et attribués à l’atelier de Francesco Scibec da Carpi qui travaille également à Fontainebleau. Mais la cheminée ainsi que le plafond ont été recréés par Félix Duban. Les 237 panneaux sculptés de candélabres à l’italienne datent des années 1520. Les placards n’étaient pas destinés à dissimuler des poisons comme certains auteurs romantiques le prétendent, mais servaient à exposer des œuvres d’art (verres à jambe, faïencerie) et des livres précieux. Le plafond est orné de fleurs de lys et, en son centre, d’un ouvrage carré où figurent le H et les deux C entrelacés de Henri II et Catherine de Médicis. Un escalier permet d’accéder au cabinet neuf, à l’étage supérieur.

##### Chambre de la Reine

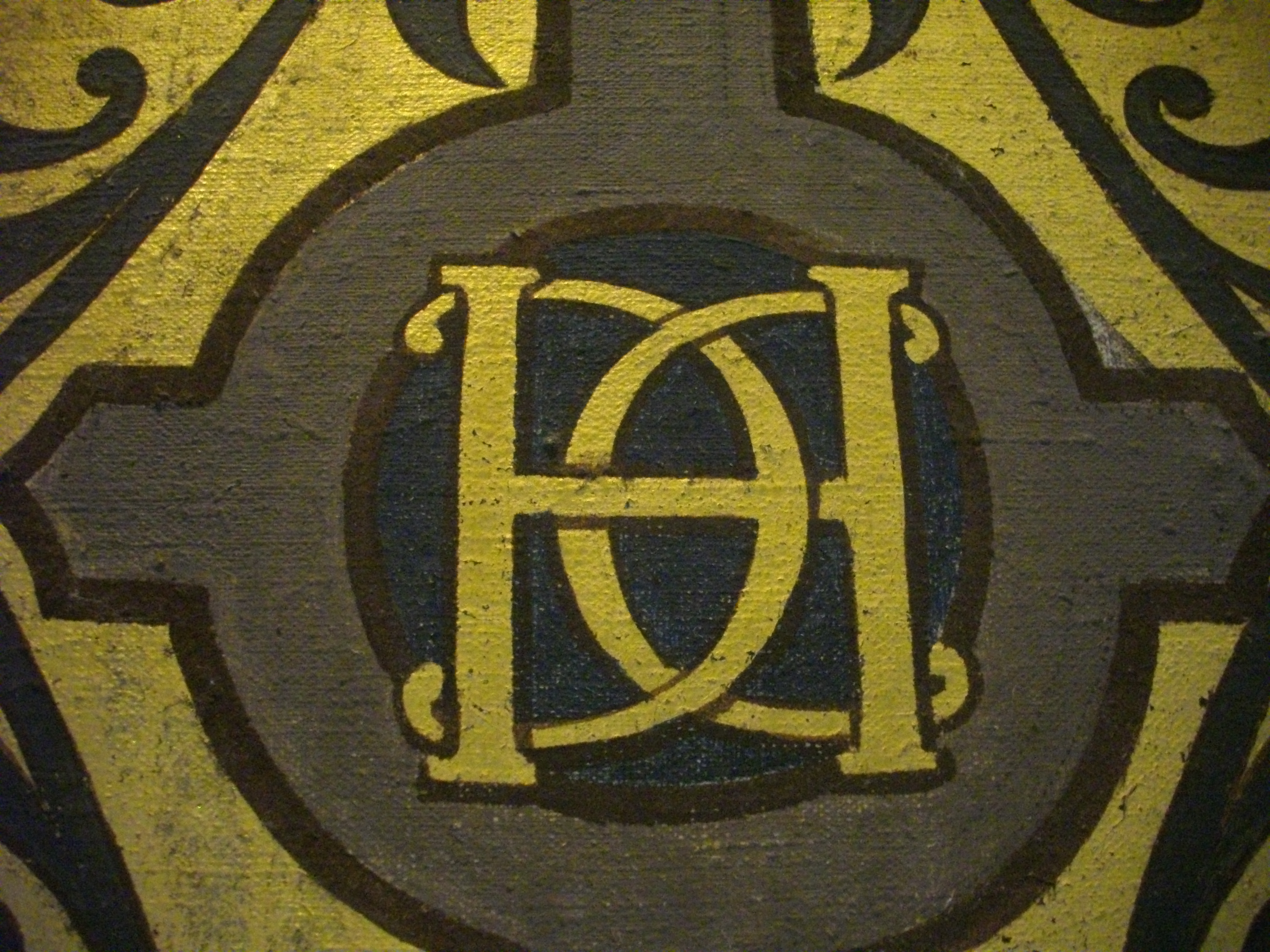
Monogramme d' Henri II et de Catherine de Médicis composé d’un « H » et de deux « C » entrelacés, chambre de la Reine.

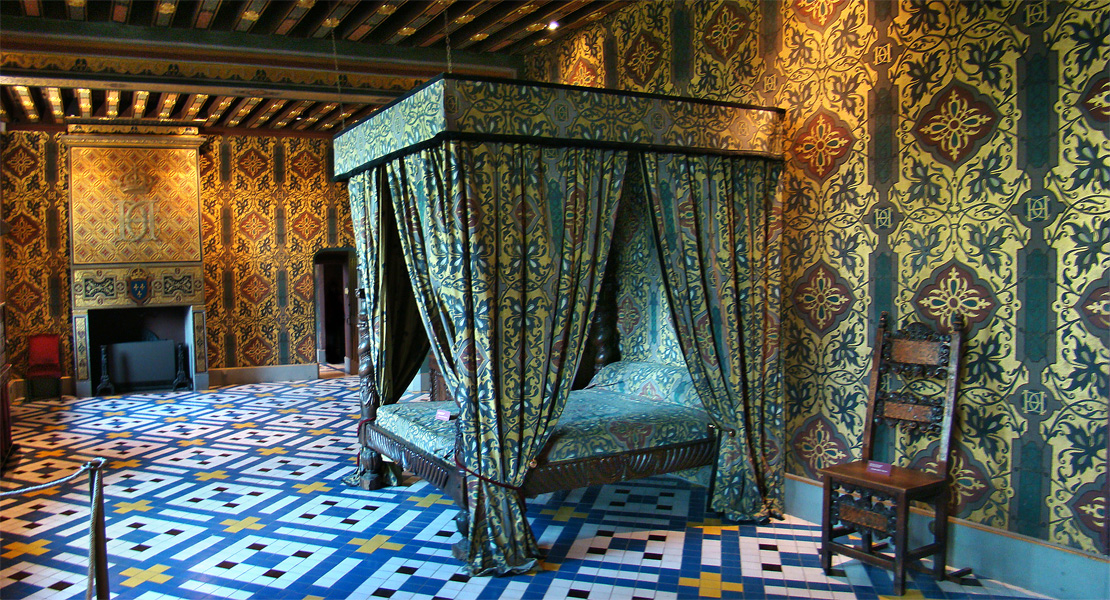
Chambre de la Reine.

La chambre de la Reine, autrefois galerie des appartements de François Ier, devint la chambre royale de Catherine de Médicis qui y mourut le 5 janvier 1589. Le monogramme de Henri II et de Catherine de Médicis composé d’un H et de deux C entrelacés est omniprésent dans cette pièce, notamment sur la cheminée, Félix Duban l’ayant restauré en 1845 d’après une tenture de cuir doré et peint. La pièce est richement meublée, avec :
- un lit à torchères en chêne et hêtre de la fin du XVIe siècle, remanié au XIXe siècle, orné aux angles de colonnes torses sommées de pots à feu. Le châssis et les pieds à godrons sont caractéristiques du règne de Henri IV ;
- un coffre à couvercle bombé, dans le style français du XVIIe siècle en chêne, orné d’un panneau représentant la décollation de saint Jean-Baptiste ;
- une armoire à deux corps du XVIe siècle, remaniée au XIXe siècle, en noyer avec des incrustations de nacre et d’ivoire ;
- un cabinet espagnol dit Bargueno du XVIe siècle, aux piètements du XIXe siècle, en noyer, ivoire et métal.

##### Les salles des gardes
La salle des capitaines des gardes de la reine, formée par la réunion de deux pièces, est ornée de deux cheminées au décor Renaissance, sur lesquelles sont visibles la salamandre de François Ier et l’hermine de Claude de France. L’une d’elles est ornée de niches dorées.
On peut y observer un buste de François Ier en plâtre, réalisé par Jean-Baptiste Halou, datant de 1850, une armoire en bois sculptée, un tableau d’Isidore Patrois François Ier confère au Rosso les titres et bénéfices de l’abbaye de Saint-Martin, et une sculpture moderne de Goudji, Salamandre, nutrisco et extinguo en argent, serpentine, ébène teintée et or, donné par l’artiste en 2007.
La salle des gardes fut construite de part et d’autre de la courtine médiévale de l’édifice. Les murs furent peints par Vitet entre 1845 et 1847, celui-ci s’inspirant des enluminures de la Renaissance. Elle est actuellement consacrée à l’histoire de l’armement et de son évolution du XVe au XVIIe siècle. Elle présente ainsi une importante collection d’armes anciennes, parmi lesquelles :
- plusieurs armes d’hast, dont un fauchart, une pertuisane, une corsèque et une hallebarde,
- une armure.

La salle est également meublée d’un coffre espagnol du XIXe siècle en bois de chêne sculpté orné de scènes de batailles et de sièges, et d’un autre coffre de bois sculpté aux ornements géométriques.
Les murs sont décorés de plusieurs tableaux dont :
- Le départ des lansquenets, huile sur toile de Gustave Jacquet, donné par l’État en 1868.
- Baillard adoubant François Ier.
- Bourguignon dans son atelier, huile sur toile de Jean-Alexandre-Rémi Couder, 1851.

La salle des gardes conserve également une collection de bronzes, dont :
- Le combat du duc de Clarence, par Alfred Émilien O’Hara, comte de Nieuwerkerke, 1839.
- Richard de Warwick combattant, par Théodore Gechter, XIXe siècle.
- Chasse au sanglier.

##### L’oratoire

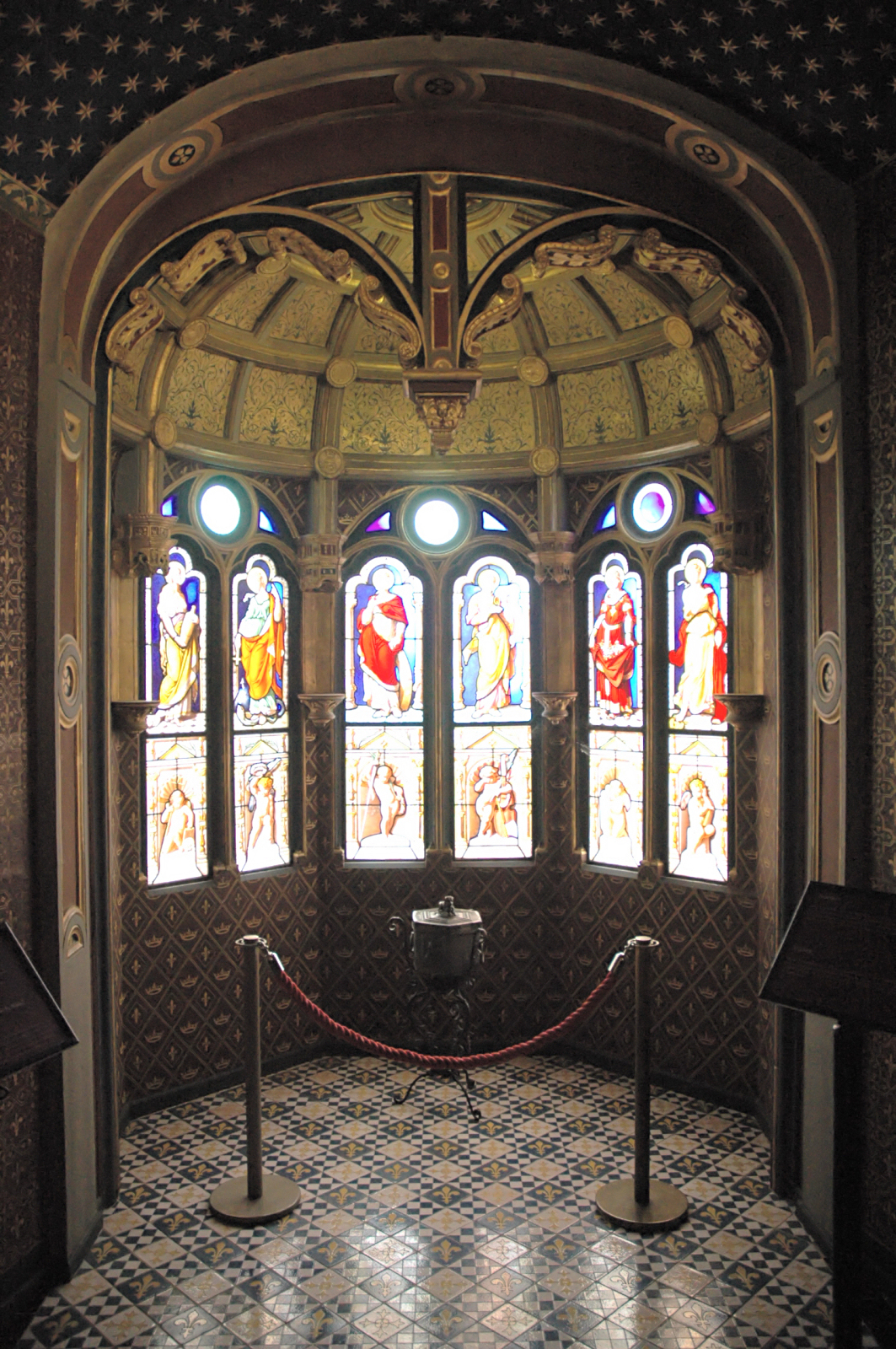
Oratoire de Catherine de Médicis.

L’oratoire, lambrissé, s’inspire de celui de la bibliothèque du Connétable de Montmorency au château d’Écouen vers 1550. Les vitraux datent du XIXe siècle. Il contient aussi un triptyque appartenant à la reine.

##### Cabinet neuf
Le deuxième étage abrite les appartements du roi, dans lesquels figure le cabinet neuf (cabinet de travail de Henri III), reconstitué par Félix Duban d’après un fragment représentant une sirène. Le mur est orné d’une tapisserie représentant Pâris, le prince de Troie. Sur le balcon subsistent les boiseries peintes d’un cabinet du XVIIe siècle.

##### Galerie Duban
La galerie Duban présente des dessins, gravures et objets évoquant l’œuvre de l’architecte, notamment au château de Blois.

##### Salle des Guises
La salle des Guises abrite une collection de tableaux présentant les principaux personnages et les événements tragiques liés aux guerres de religion. De nombreux peintres historicistes du XIXe siècle ont été inspirés par l’assassinat du duc de Guise. On trouve dans cette salle plusieurs tableaux dont certains sont devenus célèbres :
- Henri III et ses mignons, Ulysse, XIXe siècle.
- Henri III poussant du pied le cadavre du duc de Guise, huile sur toile de Barthélémy Charles Durupt, 1833.
- La duchesse de Nemours et Henri III, d’Arnold Scheffer.
- Procession et cérémonie funèbre en l’honneur du duc de Guise, d’Arnold Scheffer, 1868.
- Le cardinal de Lorraine sortant de sa prison ou Assassinat du cardinal de Guise, huile sur toile d’Alebert de Médine, 1857.
- Henri de Lorraine, duc de Guise, dit le Balafré, huile sur toile anonyme, XIXe siècle.
- L’assassinat du duc de Guise, huile sur toile d’après Paul Delaroche.

##### Salle du conseil
La salle du conseil à la cheminée monumentale ornée d’une salamandre dorée, réunit de riches meubles réalisés au XIXe siècle dans le style Renaissance, rappelant le luxe princier du XVIe siècle :
- un rafraîchissoir en bois de châtaignier, de Taylor-et-fils, présenté à l’exposition universelle de 1862 ;
- une table octogonale en bois et marbre du XIXe siècle soutenue par des pieds sculptés en forme de sirènes, sur laquelle est posé un vase en granit orbiculaire de Corse du XIXe siècle ;
- une armoire à deux corps en noyer, ivoire, émail, et pierres dures datant de 1862, réalisée par John Deeble Crace ;
- un buffet à deux corps en noyer, ivoire, émail et pierres dures datant de 1862, œuvre de Joseph Pierre Janselme.

La salle du conseil est également ornée de plusieurs statues, dont :
- un Sonneur à l’olifant et une Châtelaine au faucon en bronze d’Antonin Moine, des fondeurs Susse frères, vers 1840 ;
- une statue de Henri IV enfant en plâtre, d’après François Joseph Bosio. L’original, commandé à l’artiste par la Ville de Paris, fut envoyé au salon en 1824.

La salle du conseil est également décorée de plusieurs tableaux, dont Un page, huile sur toile de Ferdinand Roybet.

##### Salle du roi
La salle du roi est richement meublée. Elle possède notamment :
- un siège pliant de style Renaissance italienne sous un dais décoré de fleurs de lys du XIXe siècle en bois sculpté et doré ;
- une crédence française en chêne du XIXe siècle ;
- une chaire à l’emblème de François Ier en noyer du XIXe siècle ;
- une armoire à deux corps française en noyer du XIXe siècle ;
- une table à rallonges à l’italienne, des XVIe et XIXe siècles en noyer.
- plusieurs tapisseries.

Sa cheminée monumentale est l’une des plus grandes et des plus imposantes du château. Peinte et dorée à l’effigie de François Ier (salamandre et fleurs de lys) et de Claude de France (hermine), et également décorée d’un mélange d’éléments de style italien comme des putti (petits angelots), des guirlandes de fleurs et de fruits, des rinceaux, candélabres et festons, et d’autres de style médiéval, comme des dragons. Néanmoins, cette décoration chargée n’est pas le travail exclusif de Félix Duban. De récentes restaurations ont révélé des traces de polychromie datant des années 1515-1520, laissant croire que Duban n’a fait que raviver des couleurs déjà existantes.

##### Galerie du roi
La galerie du roi présente une belle collection de faïences néo-Renaissance des XIXe et XXe siècles, dont de nombreuses œuvres des blésois Ulysse Besnard (1826-1899) et Adrien Thibault (1844-1918) parmi lesquelles :
- un cache-pot sur pied colonne réalisé par Émile Balon en 1919 ;
- un coffret à bijoux réalisé par Isabelle Besnard en 1872 ;
- une assiette à l’autoportrait d’Ulysse Besnard, par Ulysse Besnard, 1882 ;
- un grand vase créé par Ulysse Besnard en 1868 ;
- un vase à motifs de guerriers antiques, par Ulysse Besnard, 1872 ;
- un vase couvert d’Ulysse Besnard, 1881 ;
- une jardinière d’Ulysse Besnard, 1887.

On peut également y voir un tableau d’Ulysse Besnard : Hallebardier devant un château-fort, huile sur toile de 1889.

##### Chambre du roi

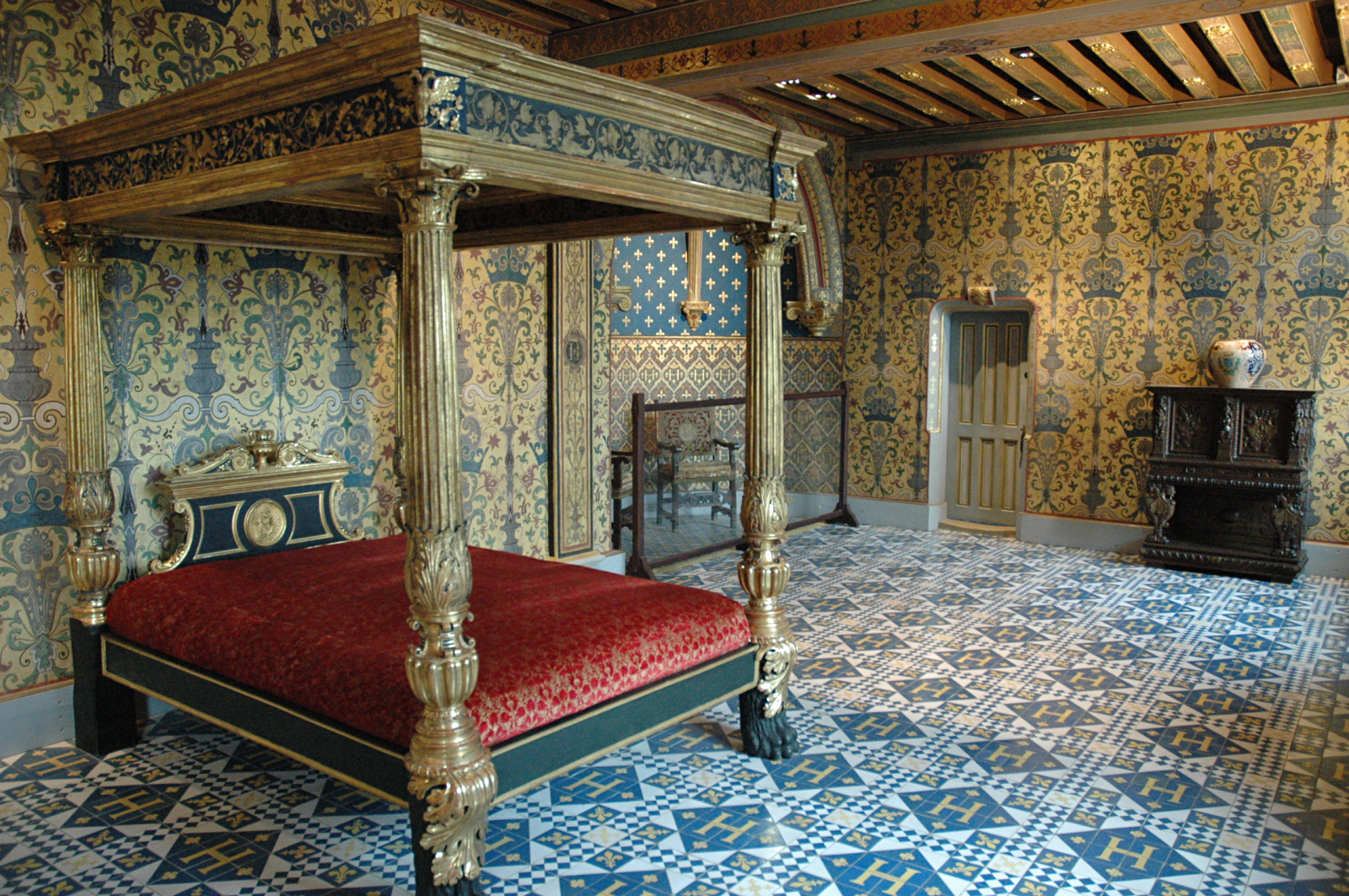
Chambre du roi.

La chambre du roi est celle dans laquelle la légende veut que le duc de Guise soit mort, se jetant au pied du lit du roi après avoir été frappé par huit spadassins. Pour évoquer le roi, Duban a volontairement enrichi d’or le décor de la salle et a serti l’alcôve royale de fleurs de lys. Il est meublé d’un lit monumental d’Italie du XVIe siècle, remanié au XIXe siècle, en bois sculpté, peint et doré, ainsi que d’une armoire à deux corps française de la fin du XVIe siècle, en bois de noyer.

#### Tour Château-Renault
La tour Château-Renault se trouve dans la continuité de l’aile François Ier, qu’elle domine de son chemin de ronde et de sa haute toiture. Côté jardin, elle poursuit la façade des loges par des baies plus petites et un décor similaire (panneaux sculptés, pilastres). Ouverte au public par beau temps depuis les restaurations de 2003, elle dévoile un panorama sur les anciens jardins royaux où subsistent le pavillon Anne de Bretagne et l’orangerie.
Le pavillon d’Anne de Bretagne est aussi appelé Bains de la Reine ; il est classé aux monuments historiques depuis le 12 juillet 1886.

### Aile Gaston d’Orléans

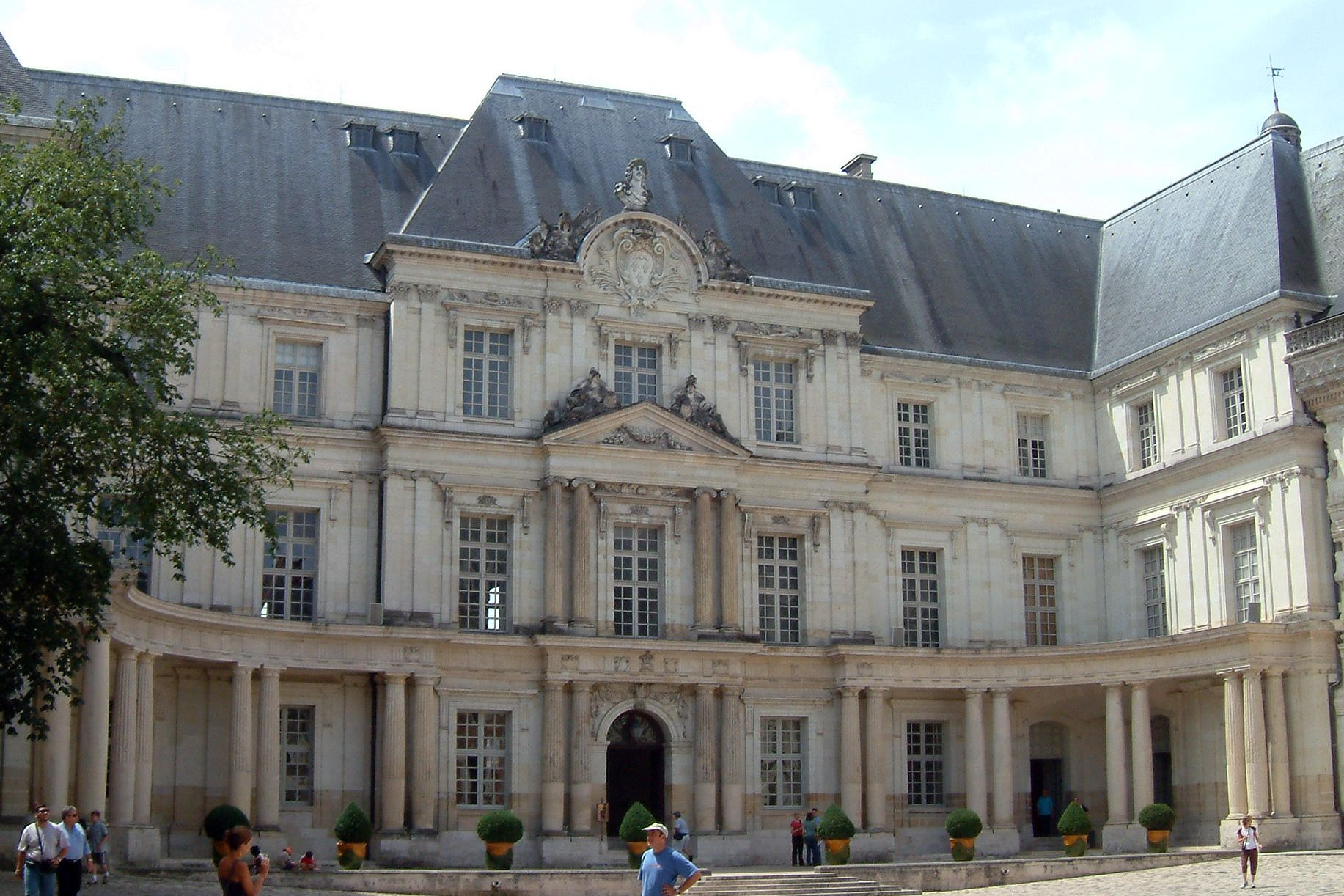
Façade intérieure de l’aile Gaston d’Orléans.

La réalisation de l’aile Gaston d’Orléans a été confiée à François Mansart entre 1635 et 1638, date à laquelle le manque de subsides contraint à l’arrêt des travaux. Elle est de style classique. Cette aile occupe le fond de la cour, face à l’aile Louis XII, et remplace la « perche aux Bretons », le pavillon de Marie de Médicis et le logis de Charles IX. L’avant-corps central comporte trois travées où l’on peut distinguer la superposition des ordres dorique, ionique et corinthien. Le fronton central est notamment décoré de deux sculptures représentant à gauche Minerve et à droite Mars. Son aspect inachevé a d’ailleurs provoqué quelques réactions mémorables : si Félibien vers 1680 ne faisait que regretter l’inachèvement de l’édifice, Gustave Flaubert s’emporte en 1847 contre « un corps de logis au goût sobre qui est le goût pauvre ».

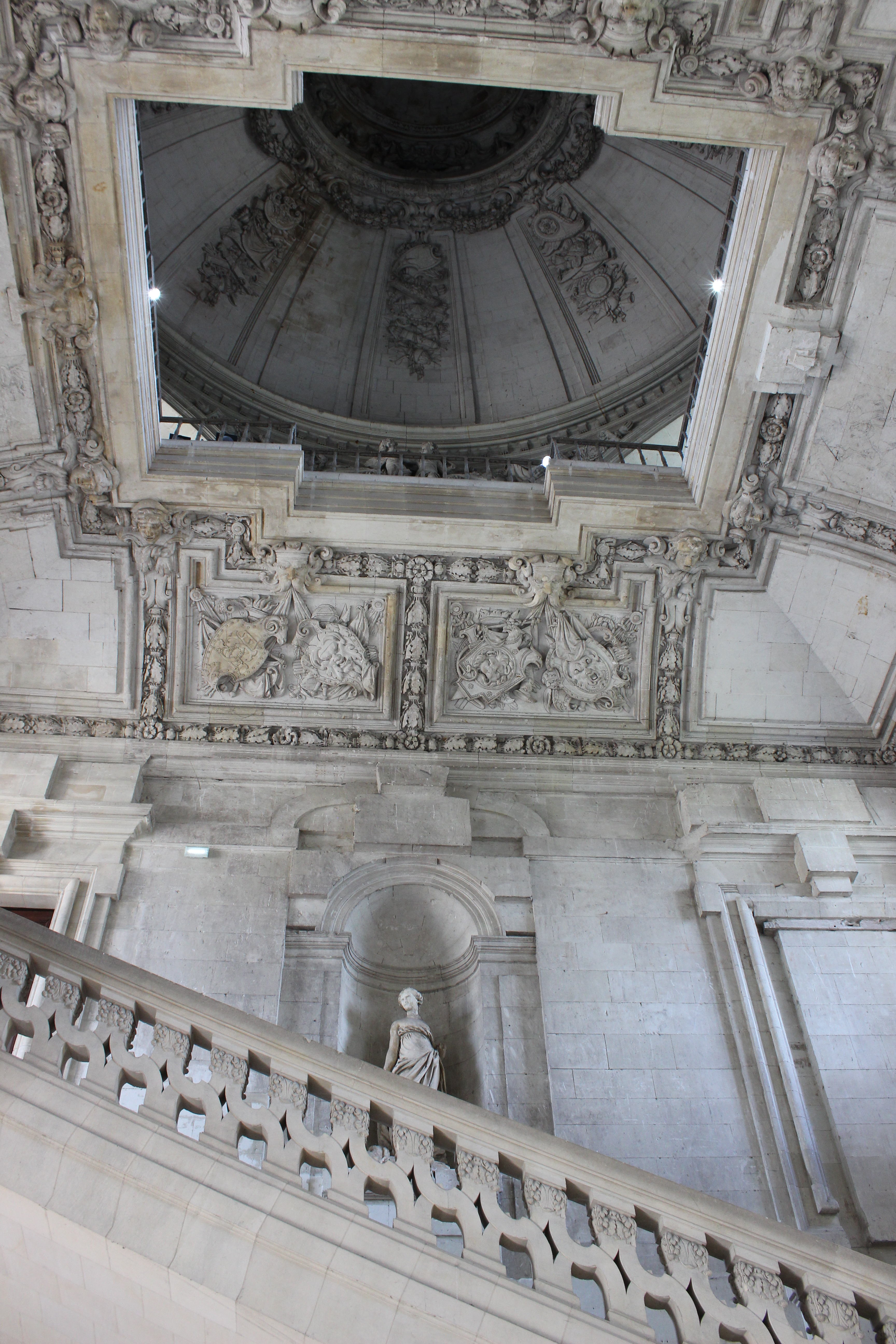
Cage d’escalier d’honneur surmontée d’une double coupole emboîtée de l’aile Gaston d’Orléans du Château de Blois.

François Mansart y a construit une cage d’escalier d’honneur surmontée d’une double coupole emboîtée, ornée de sculptures allégoriques attribuées à Simon Guillain et Michel Anguier, qui sera l’une des nouveautés apportées par l’édifice, tout comme la charpente à comble brisé, qui fera école durant les XVIIe et XVIIIe siècles. Un portique concave vient adoucir l’avant-corps central, avec ses colonnes cannelées (dont certaines néanmoins resteront inachevées après l’abandon des travaux).
L’aile abrite une salle d’histoire du château et des salles destinées à des expositions temporaires et à des congrès. Elle a aussi abrité entre 1903 et 1914 le muséum d’Histoire naturelle de Blois avant qu’il ne soit déplacé dans l’ancien palais de l’Évêché où il sera inauguré en 1922. De retour au château après les bombardements de la deuxième guerre mondiale, il restera dans les combles de l’aile Gaston d’Orléans jusqu’en 1984, date à laquelle les collections restaurées sont transférées aux Jacobins où le musée rouvre ses portes.

## Monuments inspirés du château de Blois
Plusieurs autres monuments se sont inspirés de l'architecture du château de Blois, et en particulier de son aile Louis-XII, parmi lesquels :
- l'hôtel d'Alluye, également à Blois ;
- l'hôtel Gaillard, à Paris ;
- le palais des ducs de Lorraine, à Nancy ;
- le château du domaine Biltmore (Caroline du Nord,  États-Unis).

## Lieu de tournage
Une équipe de l’émission Secrets d’Histoire a tourné plusieurs séquences au château dans le cadre d’un numéro consacré à Marie de Médicis, intitulé Marie de Médicis ou l’obsession du pouvoir, diffusé le 19 juillet 2018 sur France 2.

## Fréquentation
Le château de Blois est le 4e château de la Loire le plus fréquenté en Loir-et-Cher, derrière le château de Chambord, le château de Cheverny et le château de Chaumont-sur-Loire.
| Année | Visiteurs | Année | Visiteurs | Année | Visiteurs | Année | Visiteurs |
| ----- | --------- | ----- | --------- | ----- | --------- | ----- | --------- |
| 1995  | 317 763   | 2002  | 297 879   | 2009  | 265 767   | 2016  | 292 843   |
| 1996  | 329 751   | 2003  | 260 226   | 2010  | 262 301   | 2017  | 309 229   |
| 1997  | 339 813   | 2004  | 259 147   | 2011  | 287 723   | 2018  | 332 480   |
| 1998  | 397 774   | 2005  | 232 042   | 2012  | 282 918   | 2019  | 353 521   |
| 1999  | 348 961   | 2006  | 241 061   | 2013  | 270 562   | 2020  | 198 385   |
| 2000  | 293 416   | 2007  | 273 108   | 2014  | 269 503   | 2021  | 223 941   |
| 2001  | 290 544   | 2008  | 268 257   | 2015  | 313 014   | 2022  | 350 130   |

## Personnes liées au Château

### Personnes nées au Château de Blois
Sont nés dans l’enceinte du château les personnages historiques suivants :
- Charles de Blois (en 1319) ;
- Louis XII (en 1462), roi de France de 1498 à 1515 ;
- Marguerite-Louise d’Orléans (en 1645), fille du duc Gaston d’Orléans.

### Personnes décédées au Château de Blois
Sont décédés dans l’enceinte du château les personnages historiques suivants :
- Anne de Bretagne (en 1514), dernière duchessee de Bretagne, mariée à Charles VIII puis Louis XII ;
- Claude de France (en 1524), fille de Louis XII et d’Anne de Bretagne, mariée à François Ier ;
- Henri Ier de Guise (en 1588), 3e duc de Guise, assassiné (en la chambre du roi de l'aile François Ier) en raison de sa participation à la Journée des Barricades ;
- Louis de Lorraine (en 1588), frère du duc de Guise ;
- Catherine de Médicis (en 1589), comtesse d'Auvergne, veuve d'Henri II (roi de France) ;
- Gaston d’Orléans (en 1660), fils d'’Henri IV, dernier comte de Blois.

## Pour approfondir